# Heydlův dům
Heydlův dům je jednopatrový renesanční měšťanský dům postavený v letech 1557–1559. Je situován v jihočeských Prachaticích na stavební parcele č. 30 (o výměře 210 m². Fasádu domu zdobí bohatá sgrafitová výzdoba s hlavním tématem hrdinských skutků Herkulových. Dům je pohledově exponovaný vzhledem ke své poloze na Kostelním náměstí čp. 29 proti Neumannově ulici. Heydlův dům je součástí Městské památkové rezervace Prachatice. Stojí poblíž Dolní brány a sousedí s děkanským kostelem svatého Jakuba Většího. Vlastníkem domu jsou soukromé osoby a zčásti je užíván ke komerčním účelům. Vžitý název získal podle patricijské rodiny Heydlů, jejímž majetkem byl v 2. polovině 16. století (jméno na figurálním sgrafitu). Dům je zapsán v Ústředním seznamu kulturních památek ČR.

## Popis domu
Jednopatrový dům s atikovým půdním patrem s atikou se zakončením ve formě cimbuří. Fasáda je čtyřosá. Střecha za atikou je pultová (původně dvoupultová se středovým žlabem). Horizontálně člení fasádu dvě původní renesanční kordonové římsy. Ve fasádě průčelí je prolomen kamenný dioritový portál zaklenutý do půlkruhu, na jehož vrcholu je znak Rožmberků. Okna domu jsou klasicistní, dvojitá, s vnějšími křídly v úrovni fasády, členěná šestitabulkově a osmitabulkově. Hlavní průčelí je viditelně vykloněno od svislé osy směrem do ulice. Statika domu je zajištěna nízkým opěrným pilířem (skarpem) uprostřed fasády. Statika je dále zajištěna i betonovou injektáží základů a ocelovými ztužidly viditelnými na fasádě. Fasáda v přízemí je pokryta psaníčkovými sgrafity, v prvním a atikovém (půdním) patře jsou pak dochována bohatá figurální i ornamentální sgrafita. Cimbuří atiky zdobí portrétní galerie, zbývající plocha atiky je zdobena rostlinnými motivy. Dům sousedí vlevo s vedlejším domem č.p. 28, zadní částí domu pak sousedí s bývalou Literátskou školou (Městská škola, Rektorský dům). Dochovaným renesančním stylem zastřešení s atikou s cimbuřím a bohatou sgrafitovou výzdobou fasády, obsahující figurální, ornamentální i psaníčkové sgrafito, patří Heydlův dům č.p. 29 k architektonicky a historicky nejvýznamnějším měšťanským domům prachatické městské památkové rezervace.

## Historie domu
Dům byl postaven někdy mezi lety 1557-1559. Již od 19. století se v některé odborné historické literatuře nesprávně uvádělo, že zde sídlila „literátská škola” (Jde však o chybnou interpretaci pasáže z Marešova a Sedláčkova Soupisu památek. Zde se uvádí, že „...Dům č.p. 29 po levé straně děkanského kostela, někdejší škola (uvažuje se, že na parcele Heydlova domu mohla sídlit původní středověká městská škola až do požáru města v roce 1501, kdy se posunula blíže k městské hradbě)...“ Zadní stranou se budova připojuje k vlastní škole literátské, nyní čp. 30). Nejstarší doklad o existenci domu pochází ale až z roku 1559, kdy jej vlastnil Jíra Heydl. Podle seznamu prachatických obchodníků se solí z roku 1570 měl Jíra Heydl právo odebírat 20 prostic soli týdně. V roce 1580 je Jíra Heydl uváděn již jako zemřelý. V roce 1583 je v archivech uváděno, že vdova Voršila v domě čepovala pivo. V roce 1585 se Voršila, v té době již sedmdesátiletá, provdala za pětatřicetiletého koželuha Štěpána ze Starých Prachatic. V roce 1590 Štěpán zemřel a v roce 1591 zemřela i již dvojnásobná vdova Voršila. Dům následně připadl jako odúmrtní městu. V roce 1591 dům koupil koželuh Melichar za 1200 kop kop grošů míšenských, v roce 1598 jej Melichar prodal Vavřinci Netolickému. Vavřinec Netolický jej v roce 1635, již jako pražský novoměstský měšťan, prodal Janu Benešovi a ten následně v roce Ambrožovi Soudkovi. Další majitelé bili Mikuláš Pürger (1716) a Jan Stifter (ten koupil dům v roce 1774). Rod Stifterů držel dům do roku 1887, kdy jej zakoupili Jakub a Alois Winkelbauerovi a provozovali zde řeznictví. Poté se stal v roce 1939 majitelem Adolf Polák, jehož rodina zde stále provozuje vyhlášené řeznictví.
V roce 1929 byl dům restaurován Adolfem Jibstem z Českého Krumlova. Další restaurování fasády proběhlo v letech 1959, 1995 a 2013.

## Popis sgrafitové výzdoby

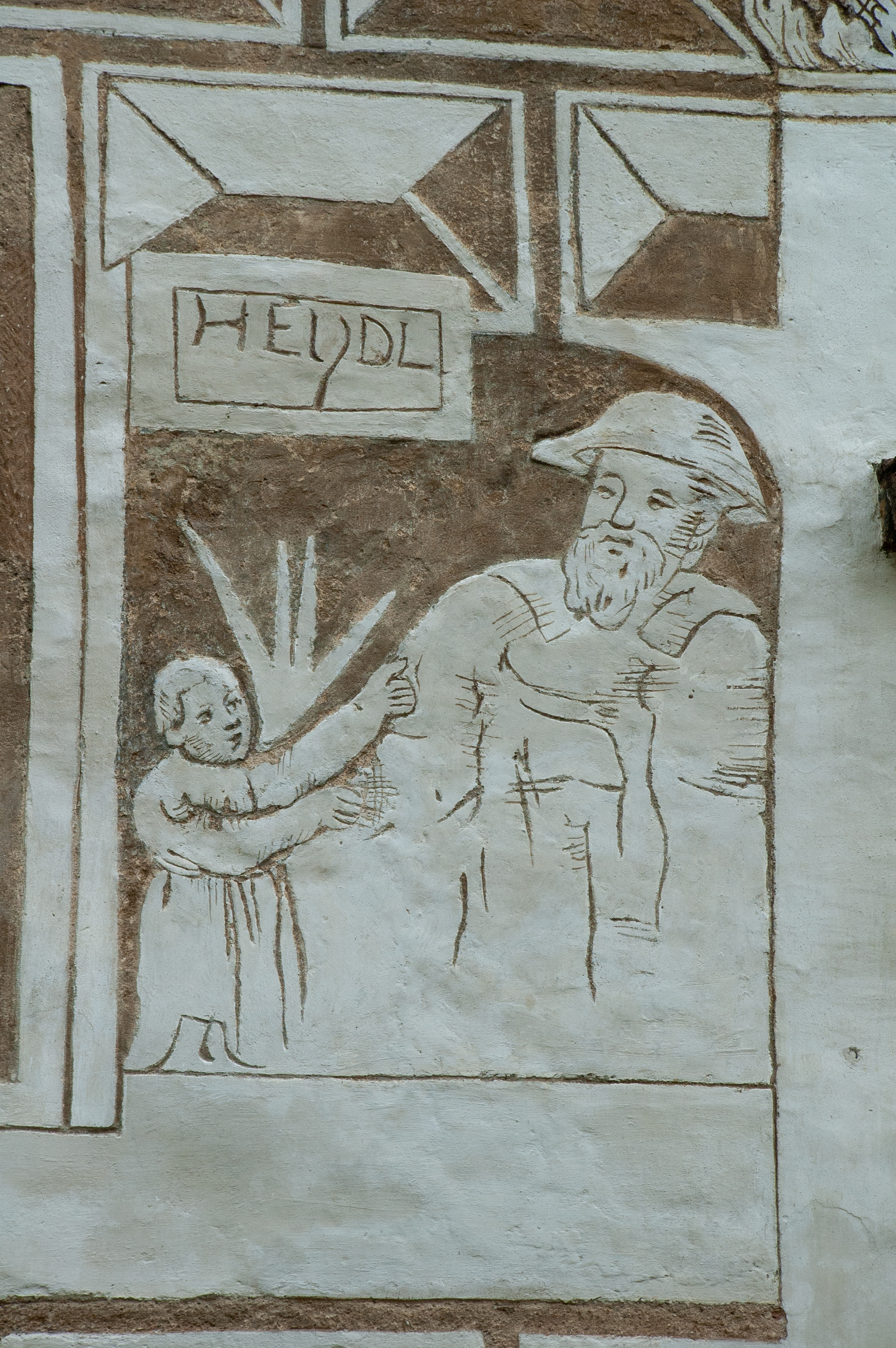
Heydlův dům, Heydl

Sgrafitová výzdoba pokrývá celé průčelí domu směrem do Kostelního náměstí a částečně rovněž do Děkanské uličky. Datace sgrafitové výzdoby spadá do rozmezí let 1557 až 1559, kdy byl dům dokončen. V přízemí začíná iluzivními klenáky okolo dioritového vstupního portálu, v jehož vrcholu je umístěn rožmberský erb. Plochu prvního patra a části boční fasády pak pokrývají sgrafitová obdélníková psaníčka. Okenní otvory jsou orámovány rozvilinami a maskarony. U pravého nároží, napravo od okna v prvním patře, je vidět vyobrazení malého chlapce a staršího vousatého muže v klobouku, nad kterými je zobrazen nápis HEYDL.. První patro a atikové patro odděluje zdobená kordonová římsa. Bohatá figurální sgrafitová výzdoba začíná až na ploše atikového patra. Nároží domu ukončují dva iluzivní sloupy s akantovou hlavicí nad sebou. 

### Figurální výzdoba atikového patra (hrdinské skutky Héraklovy)
Plocha atikového patra je zdobena pásem sgrafitových figurálních kompozic nahých postav. Pás této výzdoby na hlavní fasádě uzavírají krajní stlačené sloupy s kompozitními hlavicemi na vrcholech. Mezi okny atikového patra je zobrazeno celkem pět hrdinských skutků Héraklových (Herkulových). Héraklés byl synem boha Dia a Alkmény, dcery mykénského krále Élektryóna. Jako dítě se lstí napil z prsu bohyně Héry a získal tím nesmrtelnost (jeho jméno tak znamená "sláva Héře"). Už od dětství vynikal Héraklés velikou silou a odvahou. V dospělosti, díky šílenství seslanému na něj bohyní Hérou, Héraklés zabil své děti i děti svého bratra. Následně se Héraklés odebral do Věštírny v Delfách, kde se dozvěděl, že má odejít ke králi Eurystheovi a vykonat zde, jako pokání, deset uložených úkolů (nakonec jich vykonal celkem dvanáct). Po splnění těchto úkolů konal Héraklés další hrdinské skutky, povětšinou napravující různá příkoří. Po své smrti byl pak díky vykonaným skutkům i svému utrpení povolán mezi bohy na Olymp. Vyobrazení Herkula a jeho hrdinských skutků bylo v renesanci velmi oblíbené a to jak v měšťanském tak i aristokratickém prostředí. Herkules se díky své nadlidské síle a odvaze, jež mu umožňovala porazit jakéhokoliv protivníka, stal symbolem a vyjádřením moci překonávat všechny překážky, bez ohledu na nepřízeň osudu i velikost protivníka. Postava Herkula se stala rovněž symbolem vítězství dobra nad zlem, víry a ctností nad hříchem i jinými protivenstvími a příkořími. Jednotlivá vyobrazení hrdinských skutků na fasádě domu pak zobrazují následující výjevy, zleva doprava:

#### První výjev - Herkules a Giganti

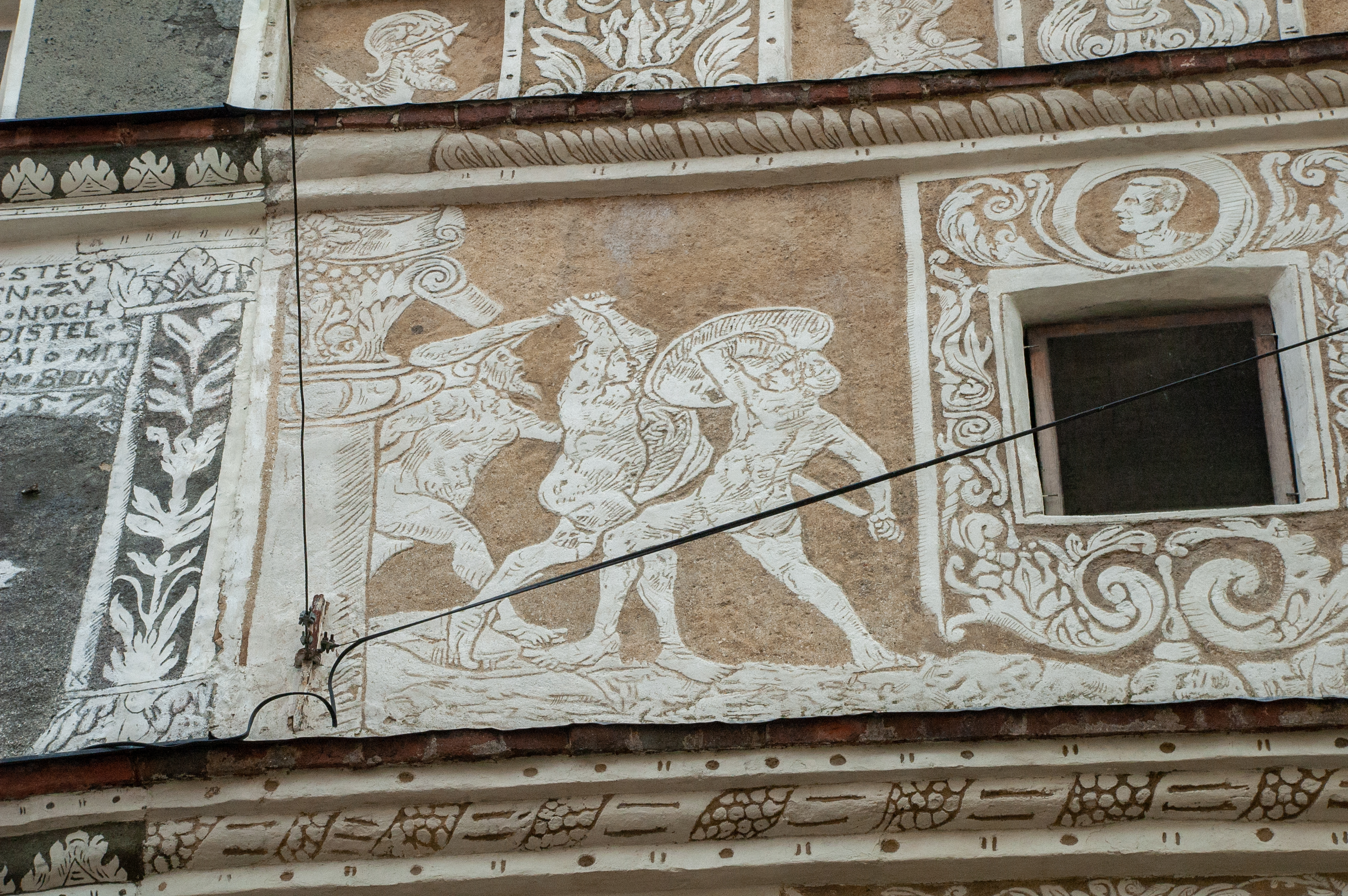
Heydlův dům, Héraklés bojující s Giganty

První výjev zpodobňuje muže s kyjem (Hérakles) v souboji s dalšími dvěma muži. Určení konkrétního skutku na prvním výjevu není zcela jasné, pravděpodobně se jedná o hrdinský výjev „Herkules a Giganti“. Herkules byl samotným Diem povolán na Olymp kvůli vzpouře obrů Gigantů, synů svrženého boha nebe Urana a bohyně země Gaieod, od které dostali kouzelnou bylinu, která je chránila proti zbraním bohů. Herkules však nebyl bohem a byliny na něj tedy neúčinkovaly. S pomocí bohů obry Herkules postupně přemohl a získal tak uznání bohů i lidí. Autor sgrafit jako vzor pro výjev s Herkulem použil pravděpodobně dva nesouvisející grafické listy Hanse Sebalda Behama: "Únos Heleny" z let 1540-1550 (na fasádě levý muž a pravý muž se štítem) a "Selský festival a dvanáct měsíců" z roku 1547 (muž s kyjem).

#### Druhý výjev - Herkules a Antaios

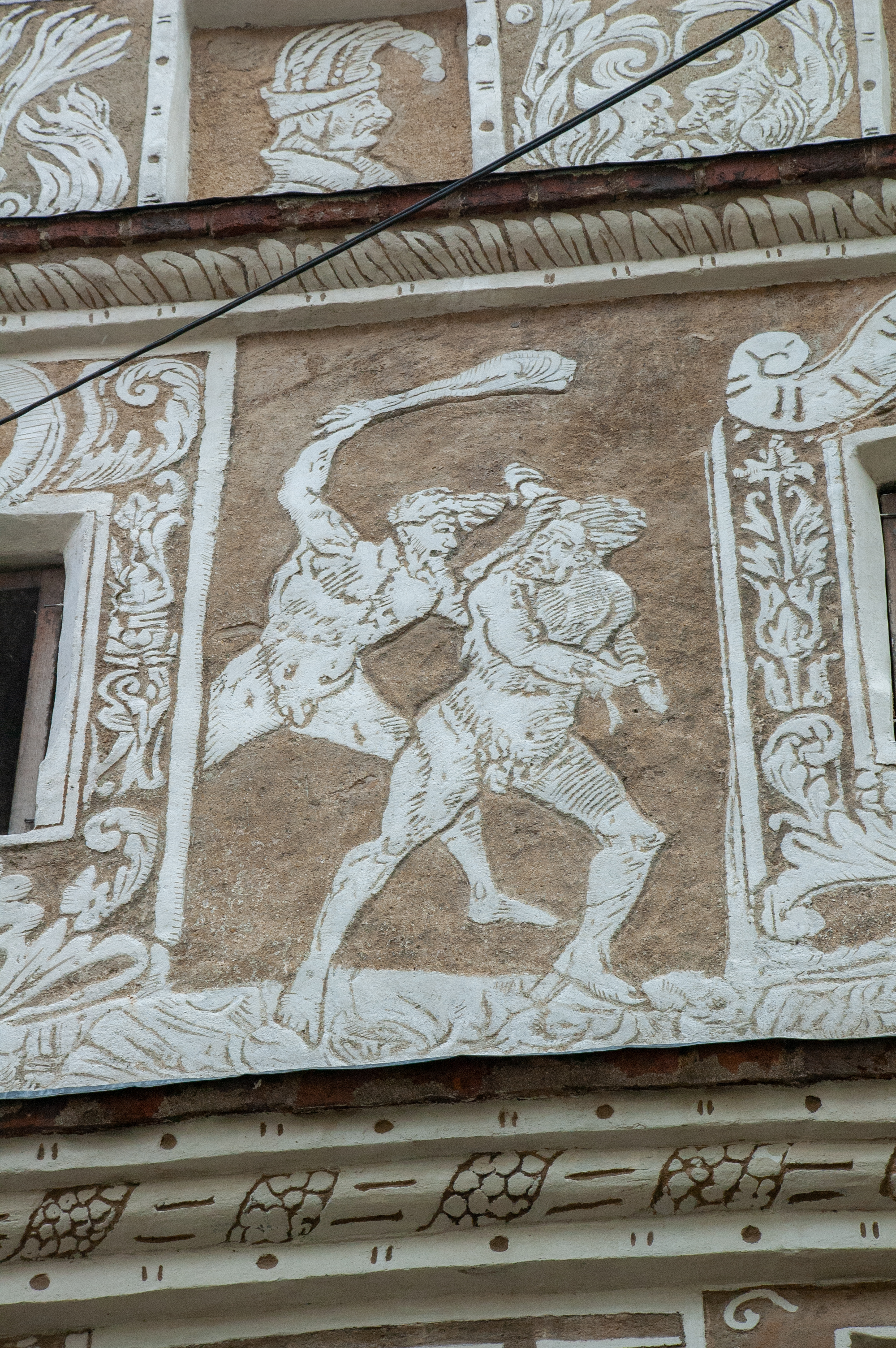
Heydlův dům, Héraklés a Antaios

Další vyobrazení zobrazuje Hérakla zápasícího s dalším mužem. Určení výjevu opět není zcela jasné, autor sgrafit neměl k dispozici všechny potřebné tematicky shodné grafické listy od Hanse Sebalda Behama a tak kombinoval i nesouvisející grafické listy stejného autora dle potřeby. Často pak používal jako vzor pro mužské figury i ženské postavy a aby pak byla postava Herkula k poznání, má na každém výjevu v ruce svůj  symbol - kyj, i když to zcela neodpovídá vzorovému tématu konkrétního skutku (tím nám autor značně znesnadnil přesnější určení konkrétního výjevu). Toto je i případ druhého výjevu, pravděpodobně je zde zobrazen výjev „Herkules a Antaios“. Na cestě za splněním úkolu, přinést tři zlatá jablka ze zahrad Hesperidek, potkal Herkules obra Antaia, který každého procházejícího pocestného vyzýval na souboj. Herkules si všiml, že obr získává svou sílu od své matky - Země, odtrhl jej tedy od země a ve vzduchu následně uškrtil. Vyobrazení výjevu na fasádě domu je sice příliš rozdílné od stejnojmenného grafického listu Hanse Sebalda Behama (který však autor sgrafita neměl k dispozici), nicméně zdá se, že jako vzor pro výjev s Herkulem posloužil Behamův opět nesouvisející grafický list "Vyhnání z Ráje"z roku 1543 (pro postavu Antaia byla vzorem postava Evy, což vedlo v minulosti některé badatele k omylu, stejně jako u následujícího výjevu s Kákem, že tuto postavu považovali za ženu). Není ovšem zcela vyloučeno, že výjev zobrazuje souboj se sicilským králem Eryxem, synem boha Poseidona a bohyně Afrodity. Se silákem Eryxem se Herkules potkal při plnění úkolu přihnat dobytek obra Géryona.

#### Třetí výjev - Herkules zabíjející Káka

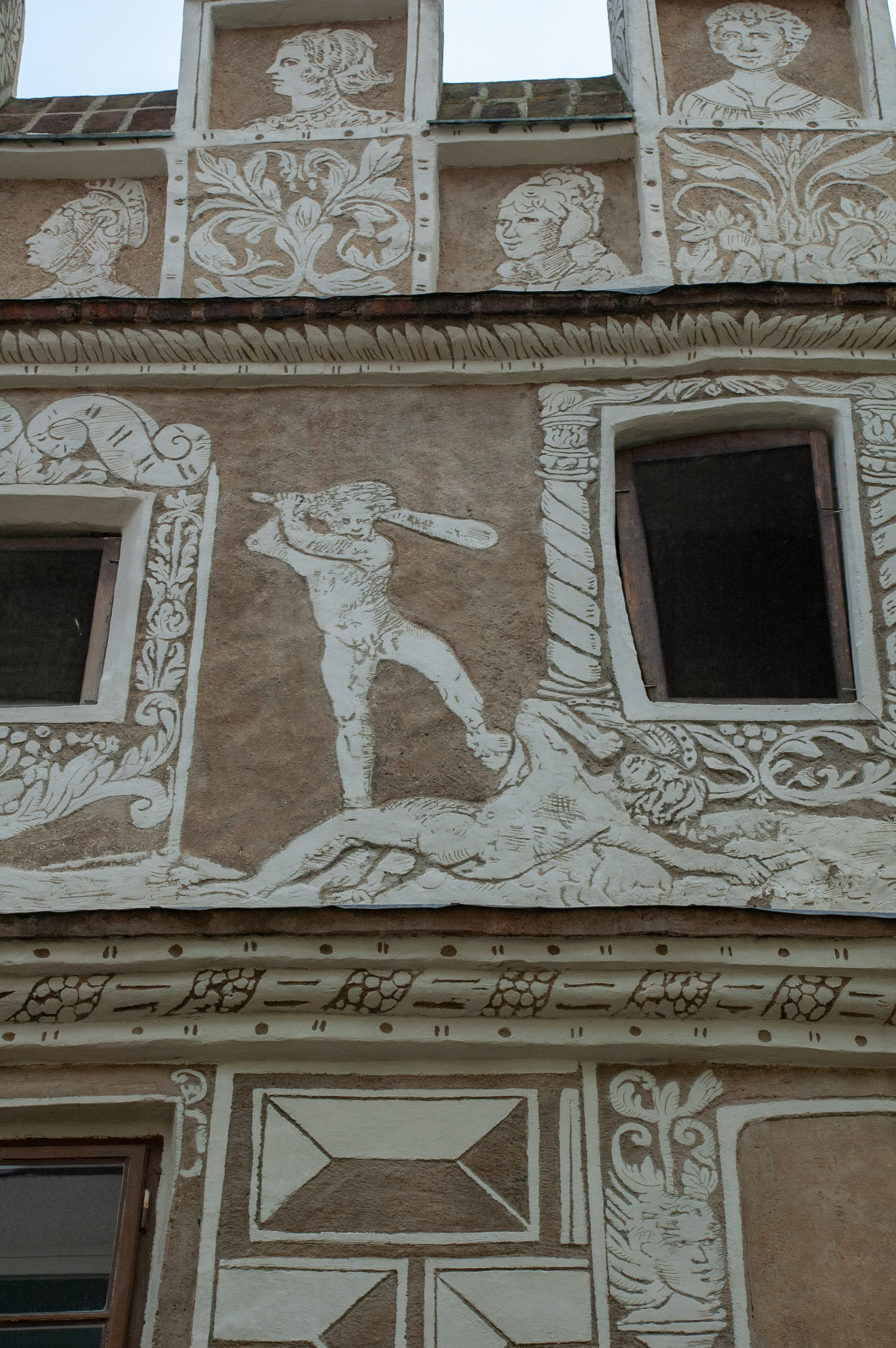
Heydlův dům, Héraklés zabíjející Káka

Na dalším výjevu je zobrazen „Herkules zabíjející Káka“. Lidožravý obr Kákos byl synem boha ohně Héfaista a Gorgony Medúsy. Kákos ukradl Héraklovi část stáda, které získal splněním úkolu přivést z ostrova Erythea stádo dobytka obra Géryona. Héraklés ukradený dobytek vypátral v obrově jeskyni, odvalil velký kámen, kterým obr jeskyni zatarasil a obra zabil. Výjev na fasádě se zcela neshoduje s žádným konkrétním grafickým listem (autor sgrafit zřejmě opět zkombinoval několik grafických listů dohromady). Podobný námět (byť po jeho stranovém pootočení) nalezneme např. na grafickém listu Hanse Sebalda Behama z roku 1545.. Jako nejbližší grafický vzor pro sgrafito se jeví grafický list s bojujícími nahými muži (konkrétně výjev zcela vpravo), připisovaný Sebaldu Behamovi, z let 1540–1550. Dále mohl být pro ležící postavu Káka použit i grafický list Sebalda Behama Kain a Abel z roku 1533 v kombinaci s ležící ženskou postavou z grafického listu "Pokání svatého Jana Zlatoústého" od Barthela Behama z let 1520–1550. Dalším možným grafickým vzorem (především pro postavu stojícího Herkula) mohl být stejnojmenný grafický list Heinricha Aldegrevera z roku 1550.

#### Čtvrtý výjev - Herkules a Iole

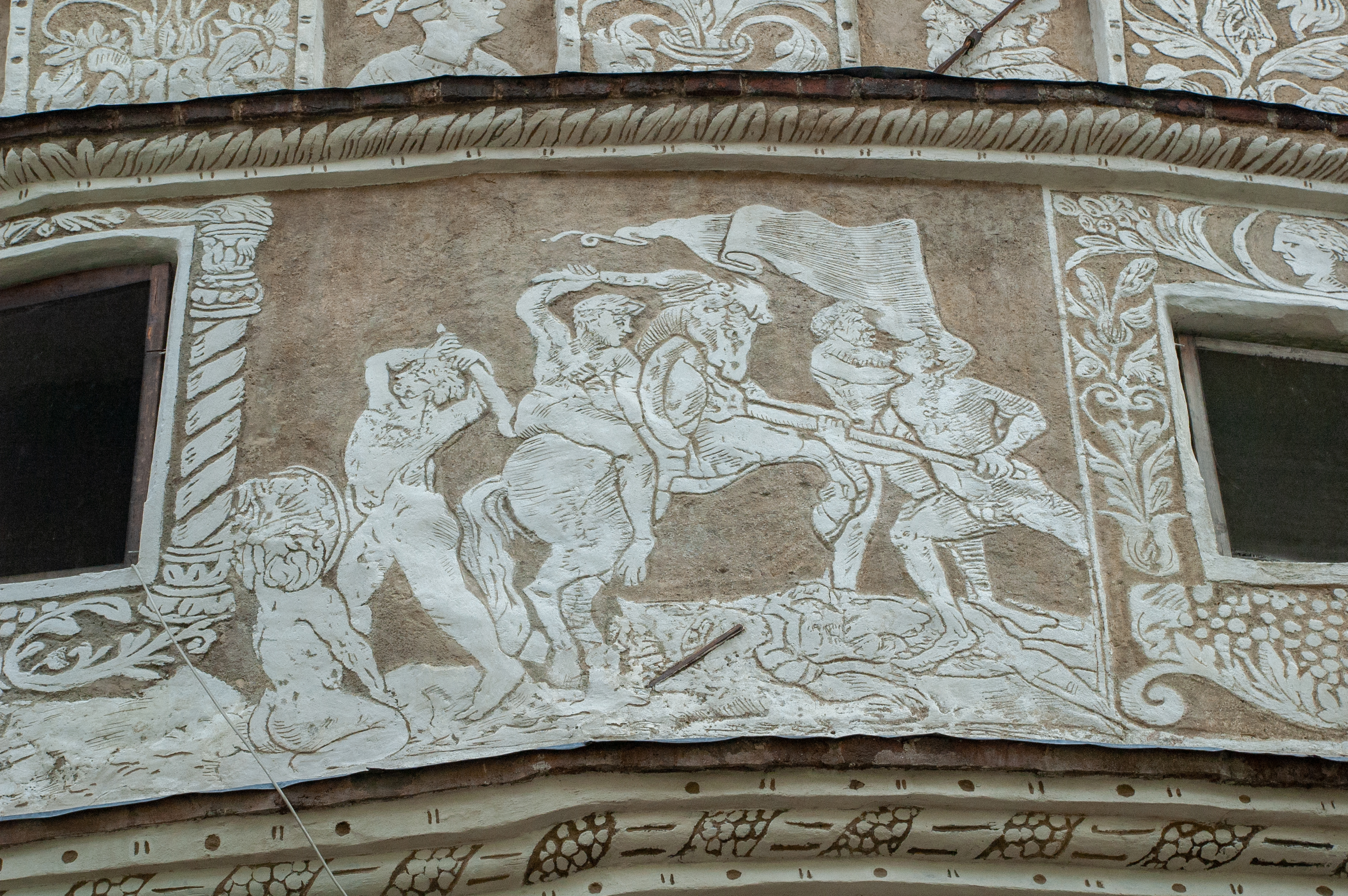
Heydlův dům, Héraklés a Iole

Obraz pravděpodobně znázorňuje výjev „Herkules unáší Iole“. Herkules se kdysi zamiloval do krásné rusovlasé dcery krále Euryta, který jí slíbil tomu, kdo ho porazí v lukostřelbě. Eurytos svůj slib nesplnil a po několika letech se mu Héraklés přišel pomstít, Euryta zabil a jeho dceru Iolu unesl. Tento skutek se však stal Héraklovi osudným. Jeho dosavadní manželka Déianeira pomazala Héraklův plášť krví Kentaura Néssa, v domnění, že jí vrátí lásku manžela. Otrávená krev pronikla z pláště do těla Hérakla a způsobovala mu nesnesitelné bolesti. Když se to dozvěděla Déianeira a zjistila, že podlehla lstivým intrikám kentaura, probodla se mečem. V bolestech umírající Héraklés se následně rozhodl ukončit svůj pozemský život na pohřební hranici na hoře Oeta. Možným inspirativním vzorem pro výjev na fasádě byl pravděpodobně opět grafický list Hanse Sebalda Behama z roku 1544 se shodným námětem, v kombinaci s grafickým listem s bojujícími nahými muži (na listu prostřední výjev), připisovaný také Sebaldu Behamovi, z let 1540–1550. Pro výjev byl zřejmě, jako další vzor, použit i další Behamův grafický list Herkules a Hydra z roku 1545 (postava zcela vpravo) a Únos Heleny" z let 1540-1550 (na sgrafitu postava s kyjem vlevo a středová postava na grafickém listu). Sgrafito, vůči stavu zachyceném na fotografii kolem roku 1930, vykazuje jistou ztrátu detailů a zkreslení (znatelné zejména u postavy na zemi ležícího bojovníka, která je dnes špatně čitelná).

#### Pátý výjev - Herkules bojující s kentaury

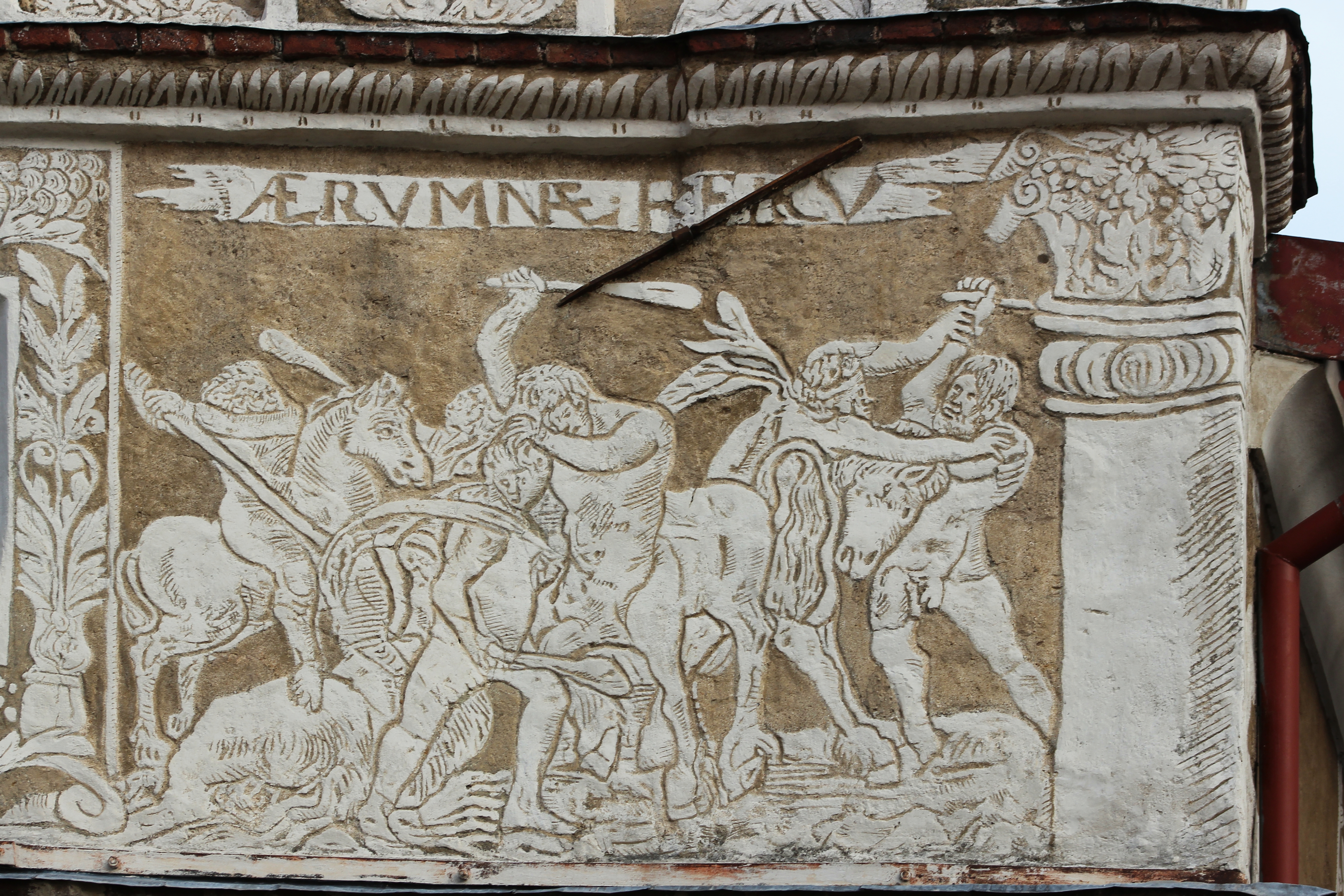
Heydlův dům, Héraklés bojující s kentaury

V posledním poli je zobrazen výjev „Herkules bojující s kentaury“. Herkules při plnění úkolu chytit erymanthského kance narazil na skupinu kentaurů, kteří mu bránili v cestě. Několik kentaurů Héraklés zabil, ale nešťastnou náhodou při tom pravděpodobně trefil otráveným šípem i svého učitele, kentaura Cheiróna. Vzorem pro sgrafitový výjev byl grafický list Hanse Sebalda Behama z roku 1542.

### Figurální výzdoba boční fasády (Triumf Bakchův)

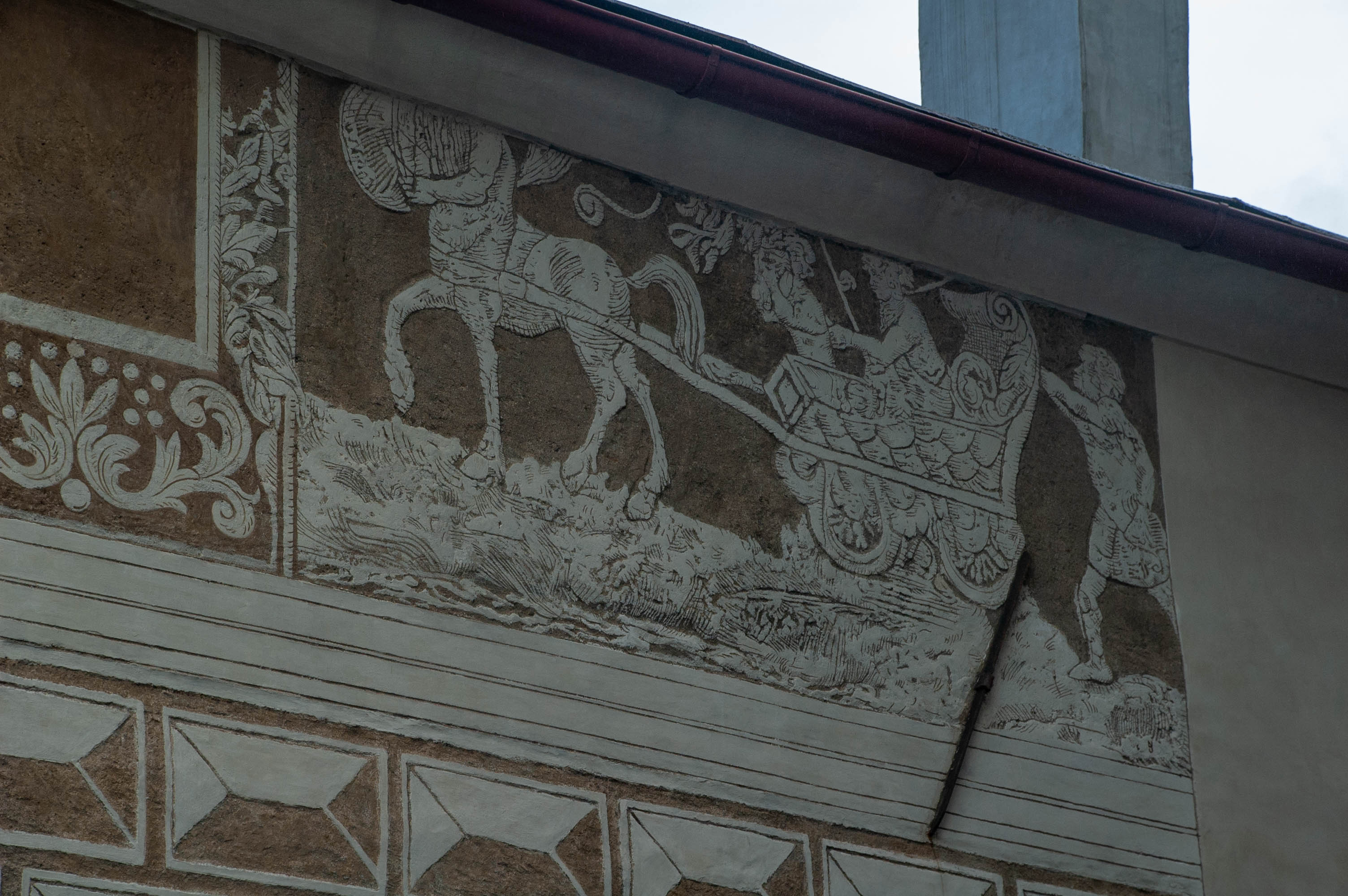
Heydlův dům, Triumf Bakchův

Na boční fasádě ke kostelu je zobrazen výjev „Triumf Bakchův“. Vyobrazení triumfálního pochodu boha Bakcha, kterého  doprovázejí Siléni, Satyrové a Kentauři je jistou opozicí k výjevům na čelní fasádě domu, zobrazující Héraklovy hrdinské skutky. Bakchus, jenž byl synem nejvyššího boha Dia (stejně jako Héraklés) a jeho milenky Semely, byl bohem vína a nespoutaného veselí a jeho bouřlivé tažení doprovázely bujaré zábavy. Zábavy měly účastníkům přinášet radost ze života, být oslavou nespoutané svobody a rovněž podněcovat lásku a inspiraci. Výjev je na fasádě dochován pouze částečně, počátek průvodu s kentaury se nedochoval a i dochovaná část je částečně poškozena pozdějším nasazením korunní římsy. I přes nedochované části lze pro sgrafito identifikovat jako vzorový grafický list rytinu Georga Pencze, vytištěnou kolem roku 1539.

### Portrétní galerie v cimbuří atiky (dobří a moudří vládci)

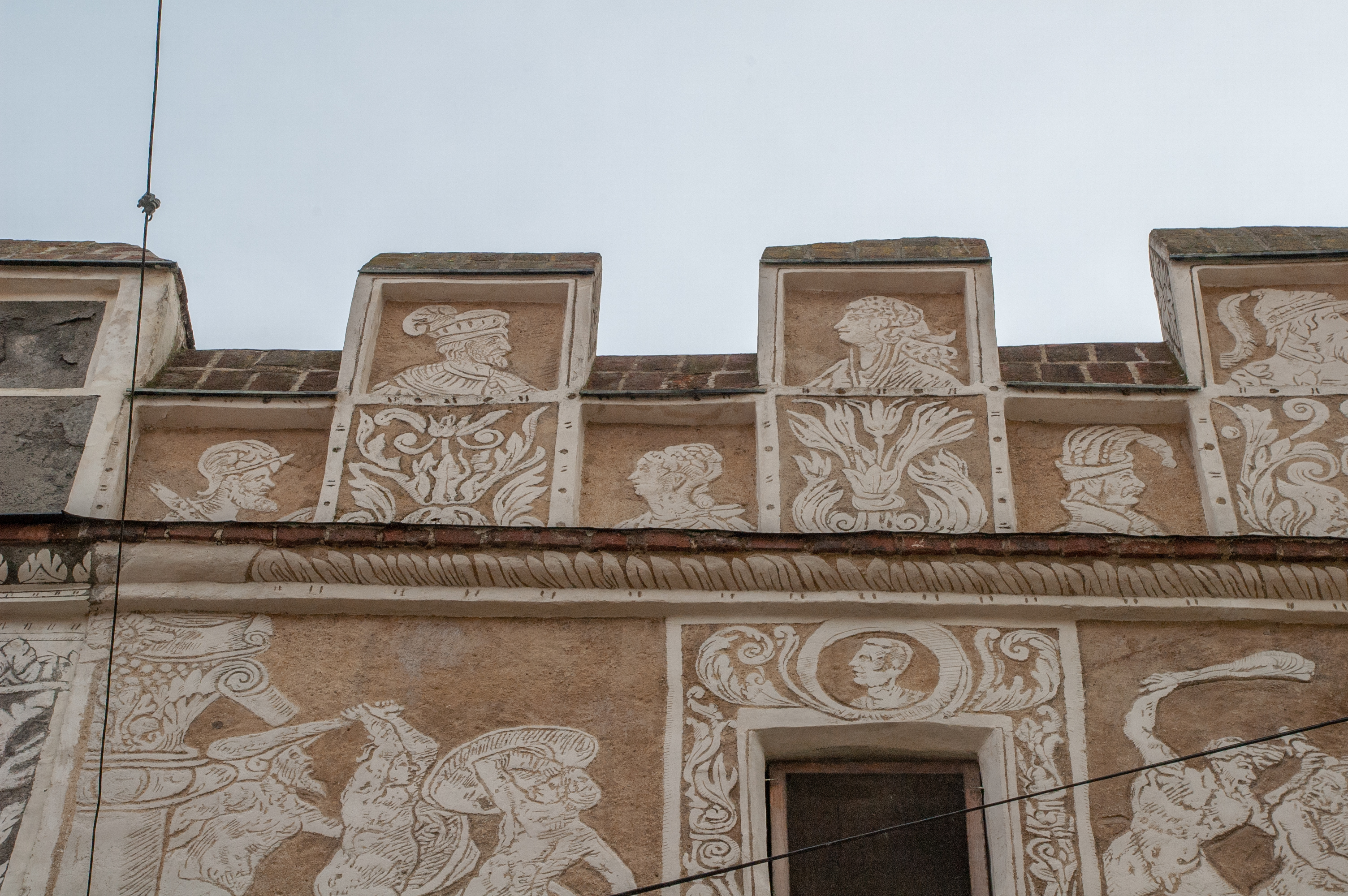
Heydlův dům, portrétní galerie

V jednotlivých nikách cimbuří atiky domu jsou zobrazeny mužské a ženské portrétní bysty. Vzhledem k podobnosti s dobovými existujícími grafickými listy Virgila Solise, vytištěnými v rozmezí let 1530-1562 by zde mohli být vyobrazeni především římští císaři a jejich manželky nebo matky, případně další významné historické vládnoucí osobnosti (Činghischán?). Druhý výjev zleva by pak mohl zobrazovat Ferdinanda I. Habsburského, který v této době vládl a nedávno byl zvolen římským císařem. Pravděpoodbně jsou tedy v jednotlívých atikových polích vyobrazeni tzv. dobří a moudří vládci (Římští císaři, Habsburkové i další evropské vládnoucí rody se v 16. století obecně považovali za potomky a následovníky Herkula).

## Galerie

Atikové patro - Skutky Héraklovy, Heydl, Triumf Bakchův
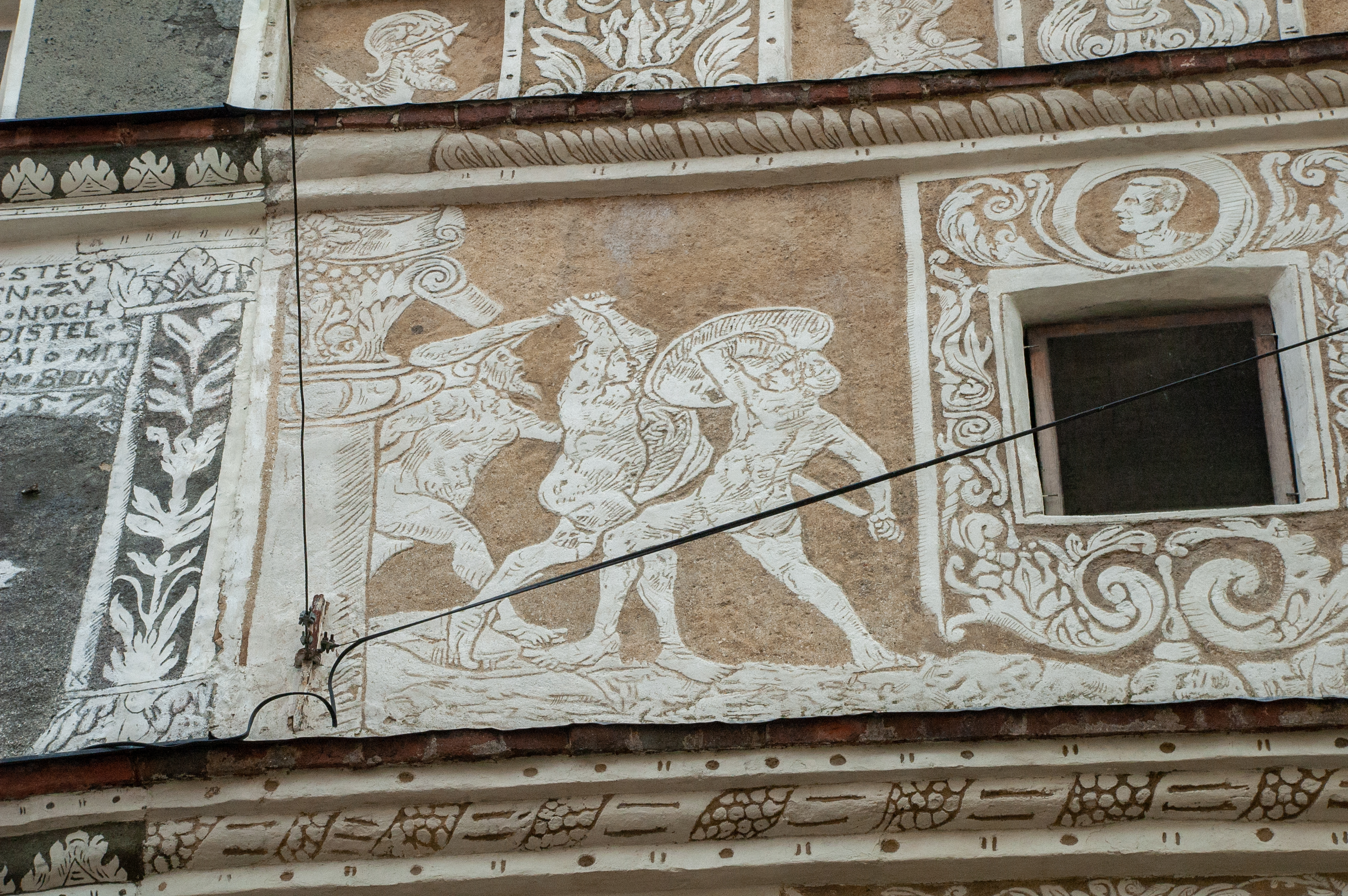
Heydlův dům, figurální sgrafito Héraklés a Giganti
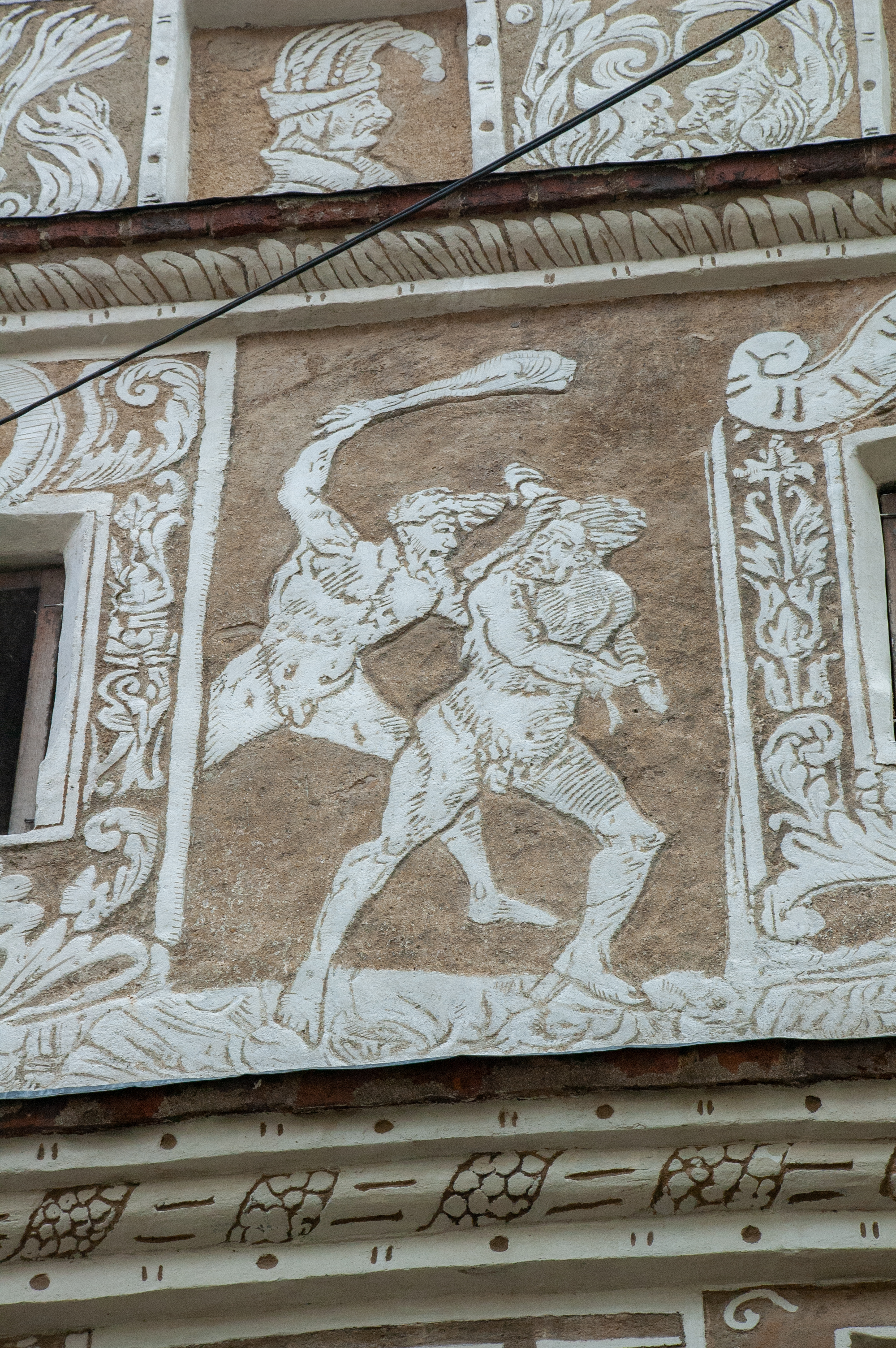
Heydlův dům, figurální sgrafito Héraklés a Antaios
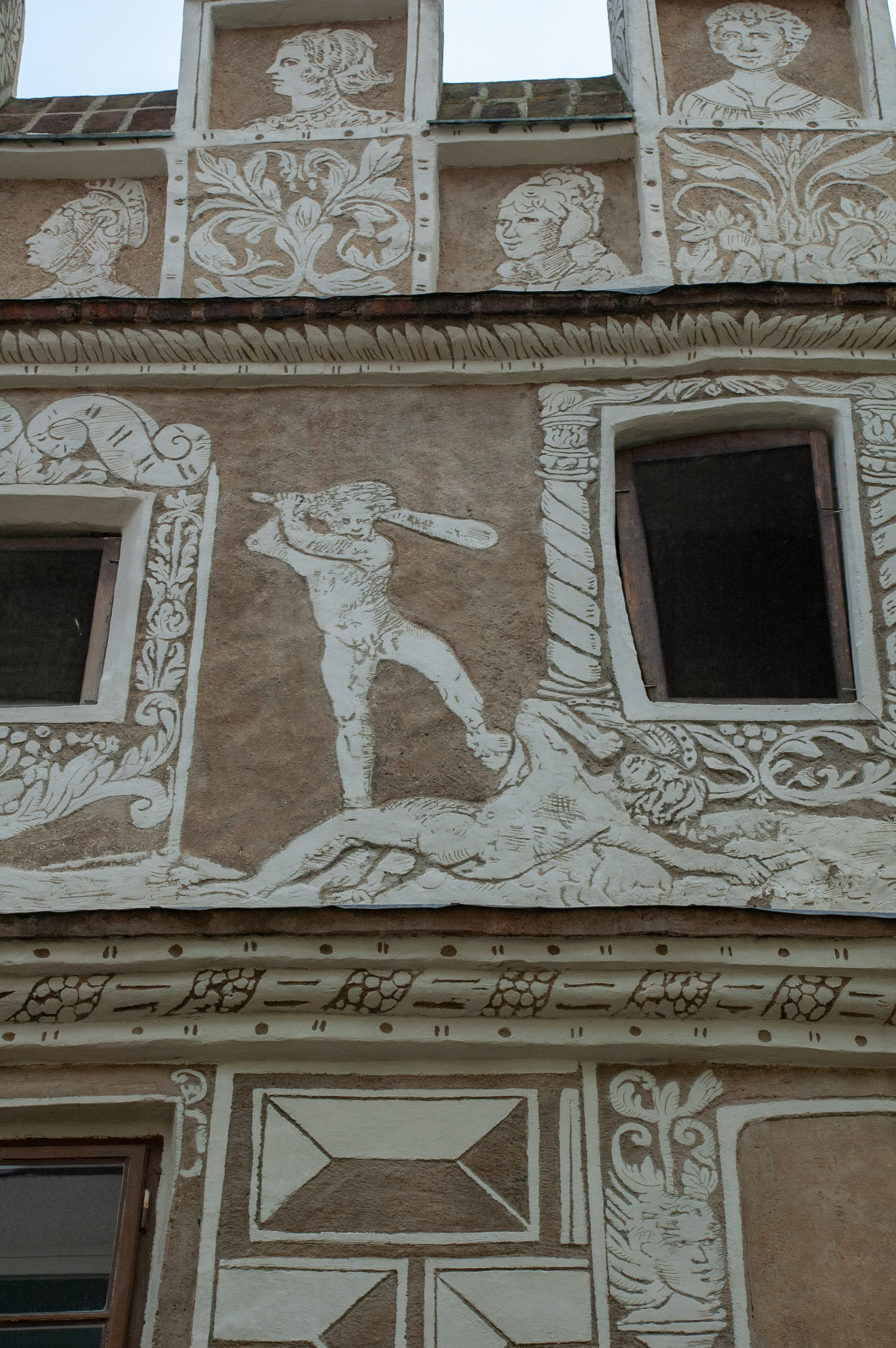
Heydlův dům, figurální sgrafito Héraklés zabíjející Káka
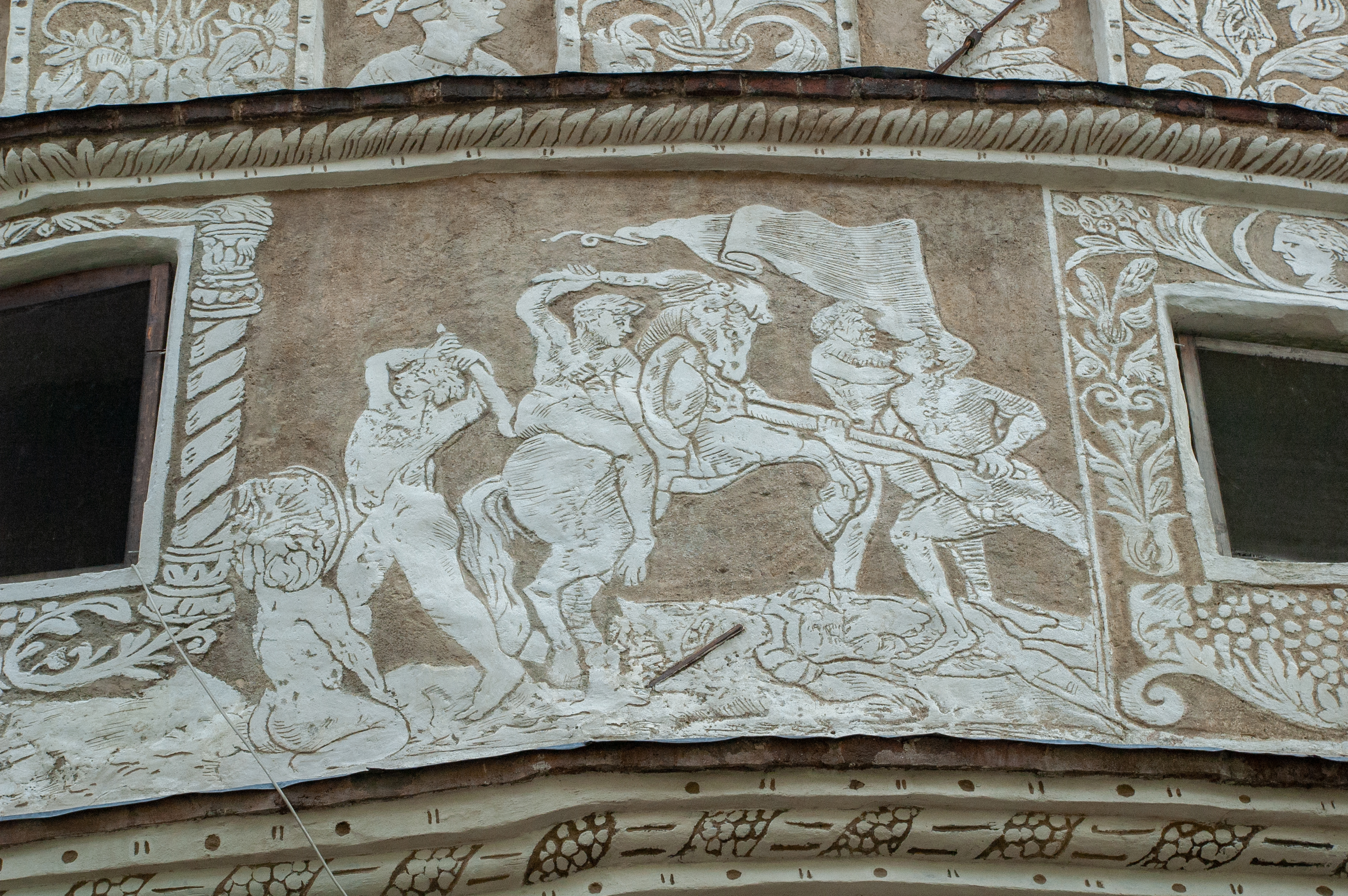
Heydlův dům, figurální sgrafito Héraklés unáší Iole
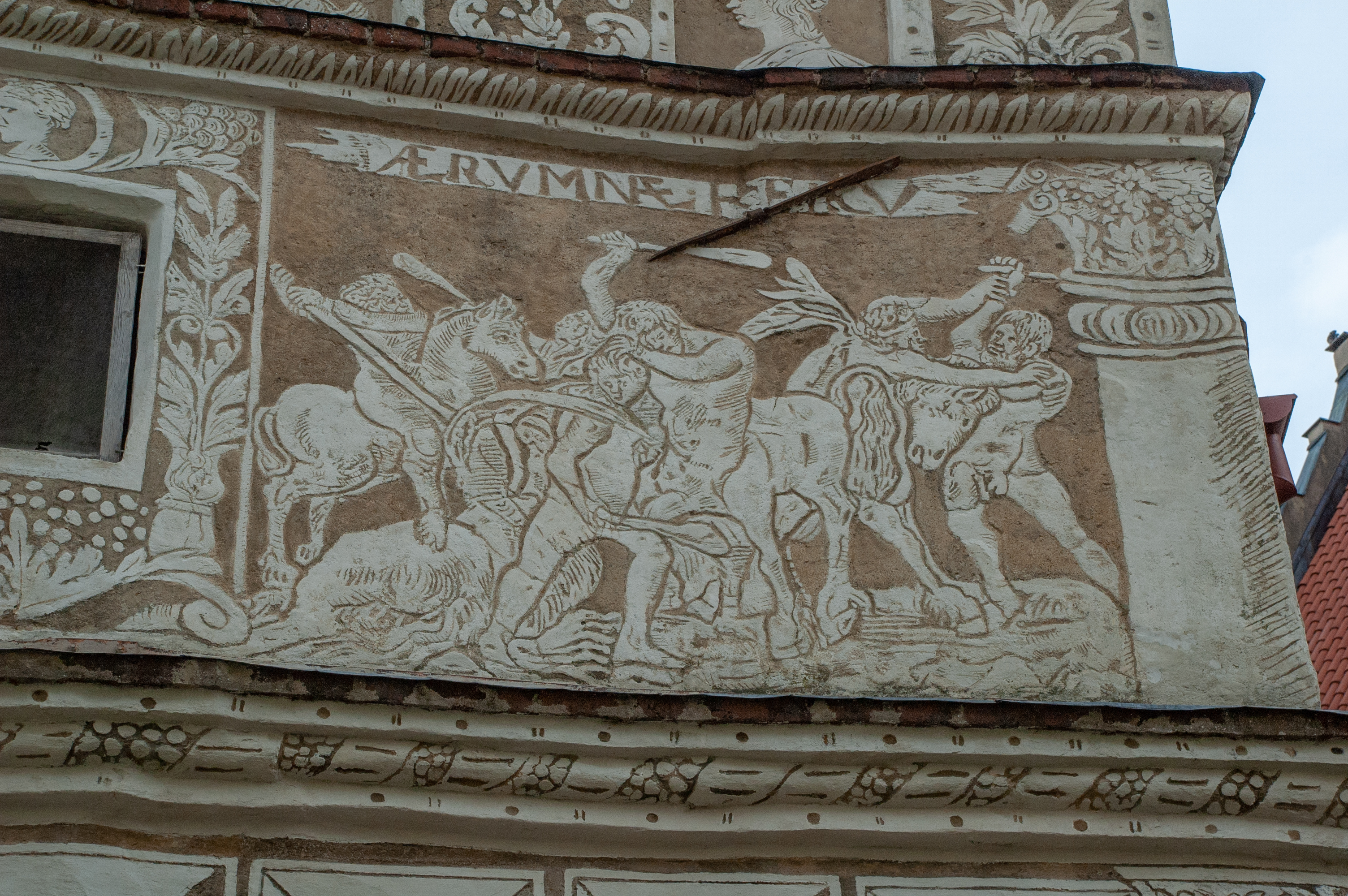
Heydlův dům, figurální sgrafito Héraklés bojující s kentaury
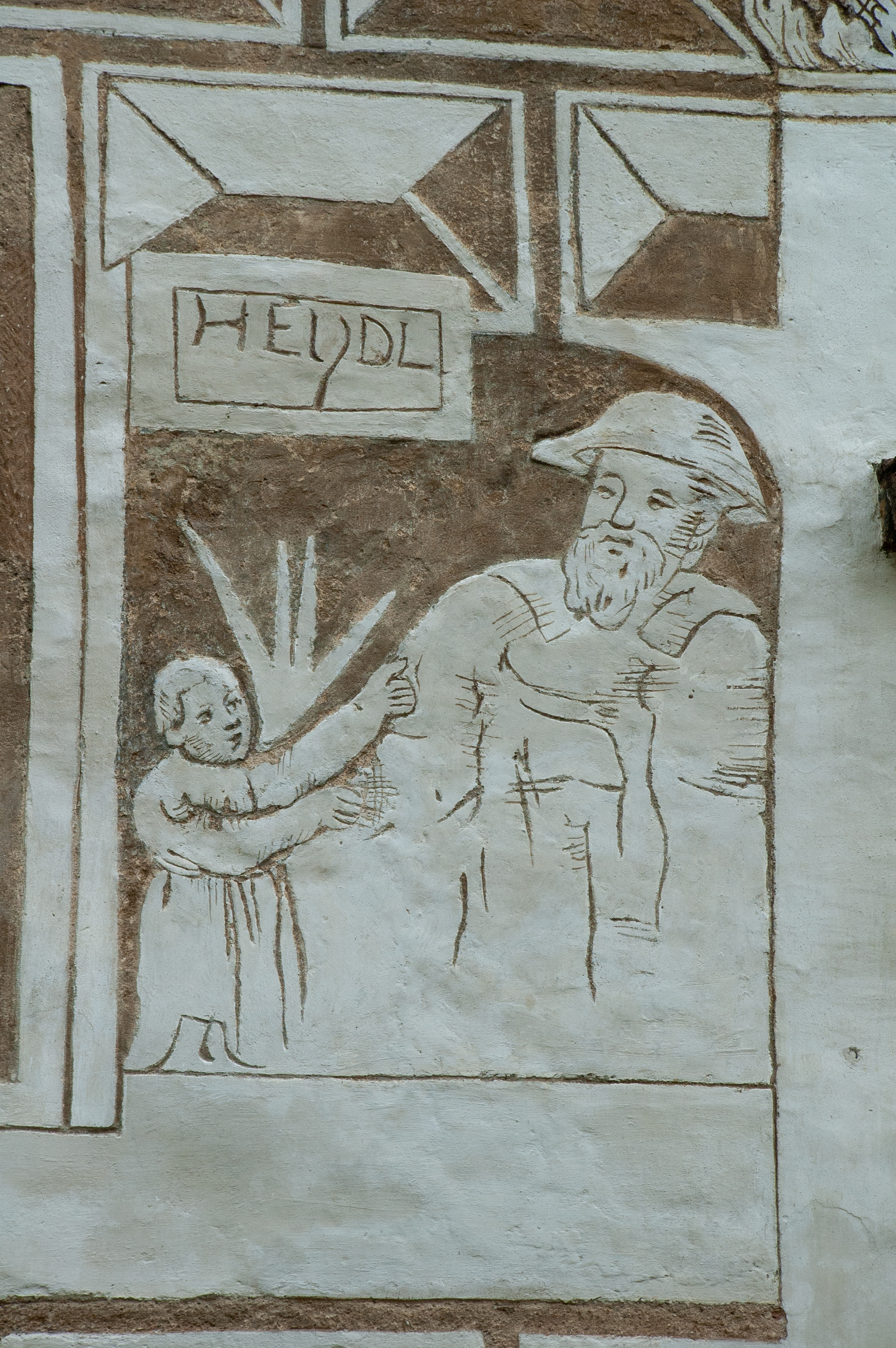
Heydlův dům, detail postavy s nápisem HEYDL
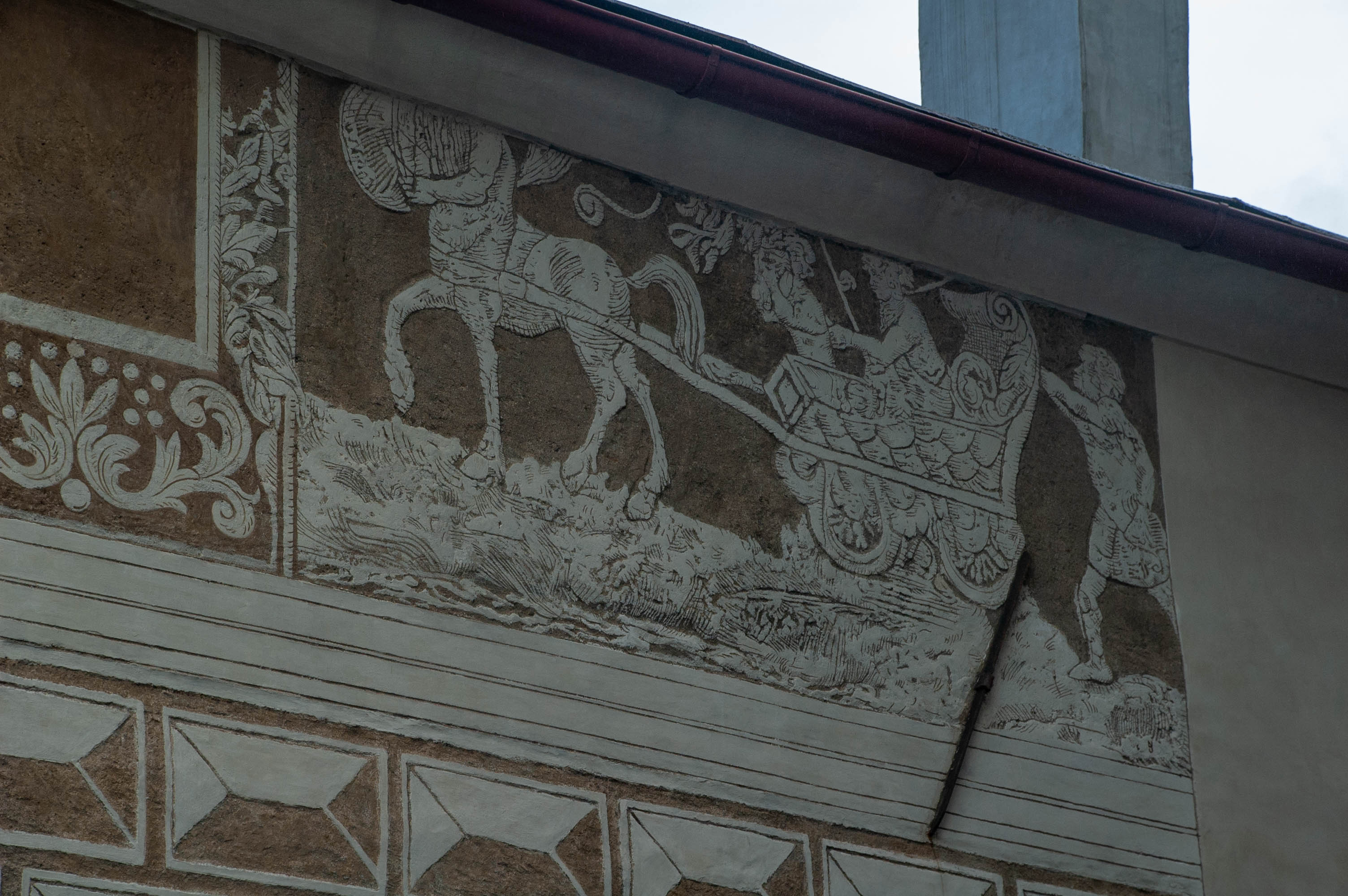
Heydlův dům, Triumf Bakchův

Portrétní galerie v cimbuří atiky
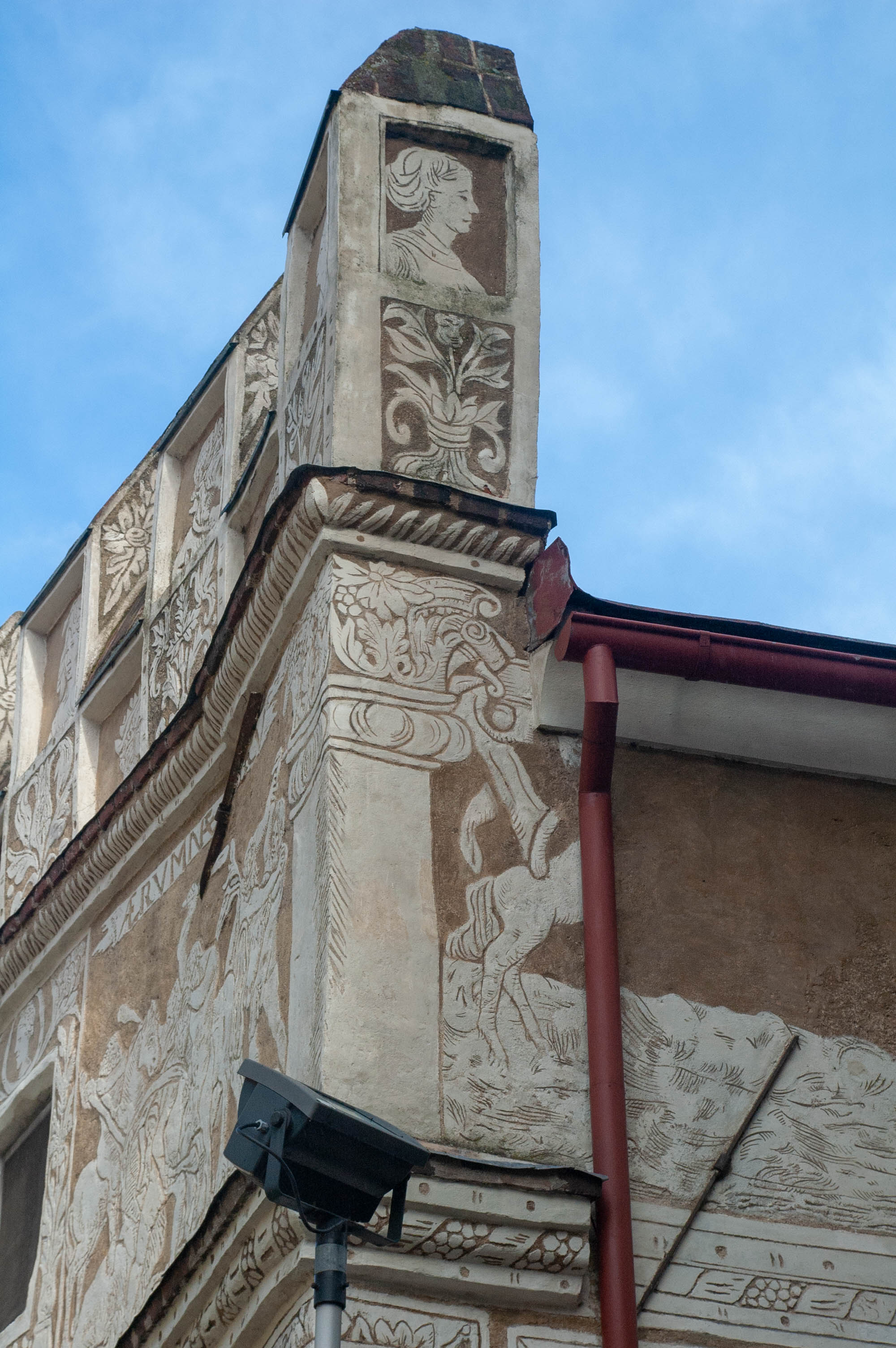
Heydlův dům, boční detail z portrétní galerie v cimbuří atiky
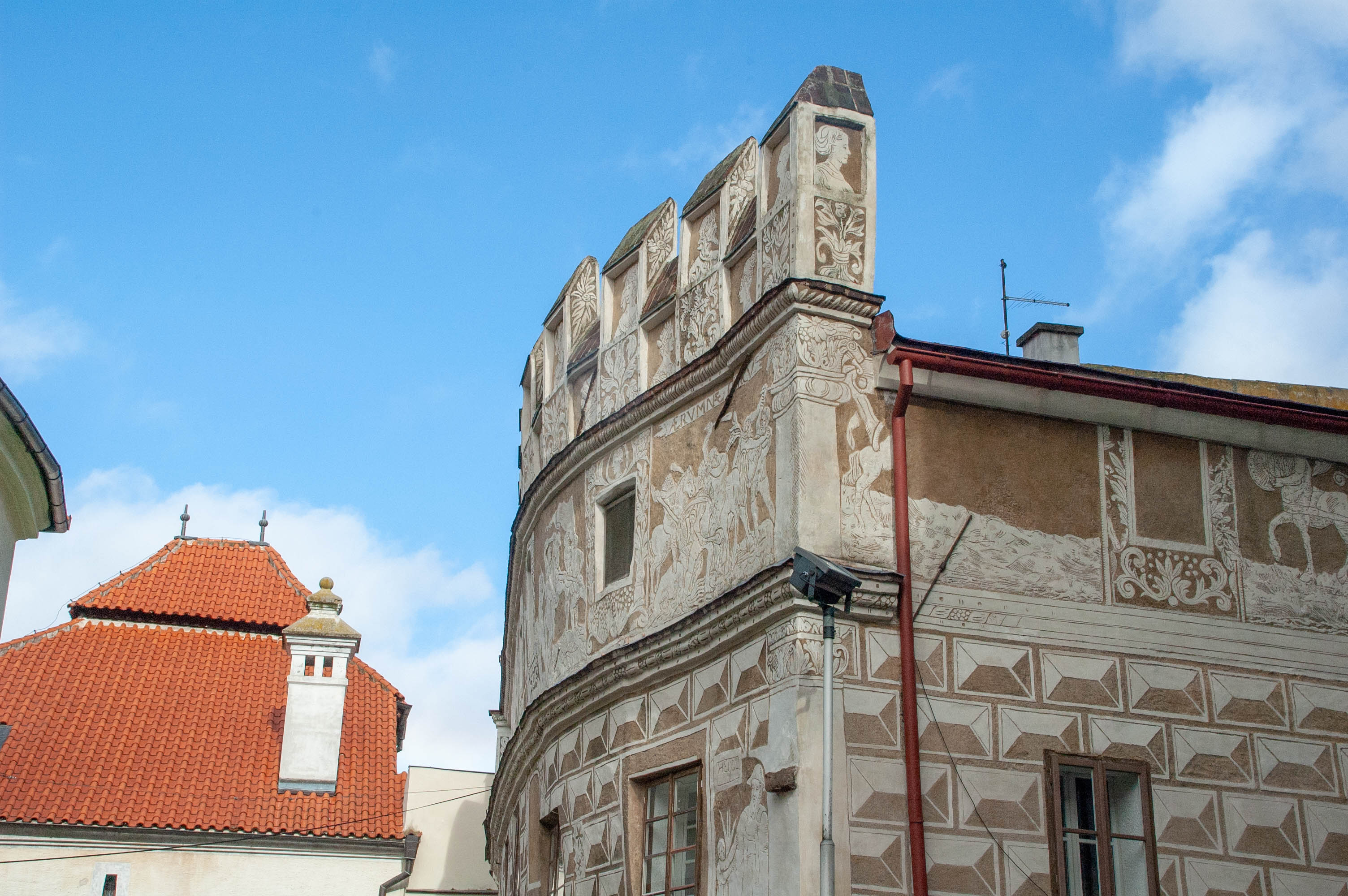
Heydlův dům, detail atiky, diagonální pohled na průčelí
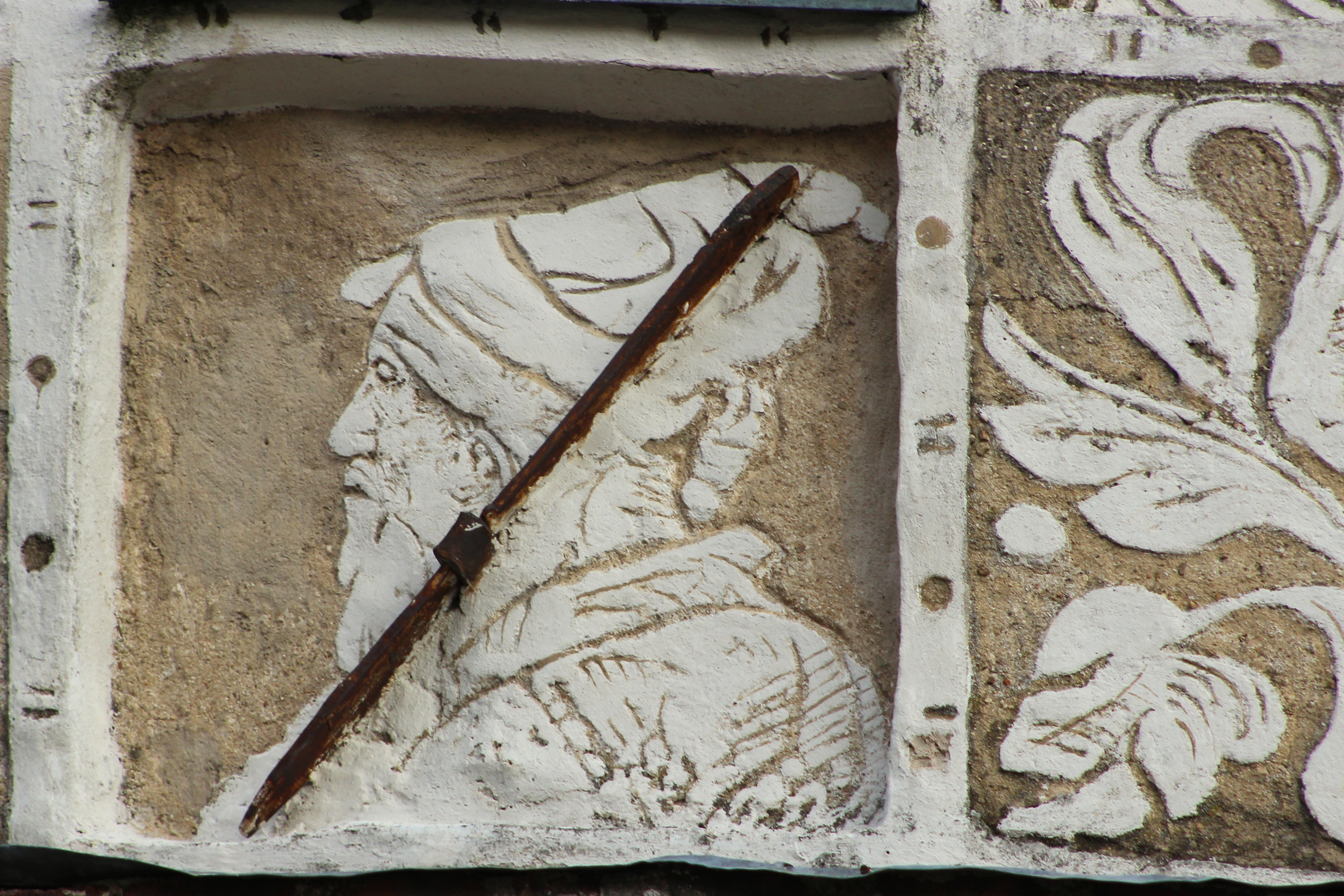
Heydlův dům, detail z portrétní galerie v cimbuří atiky
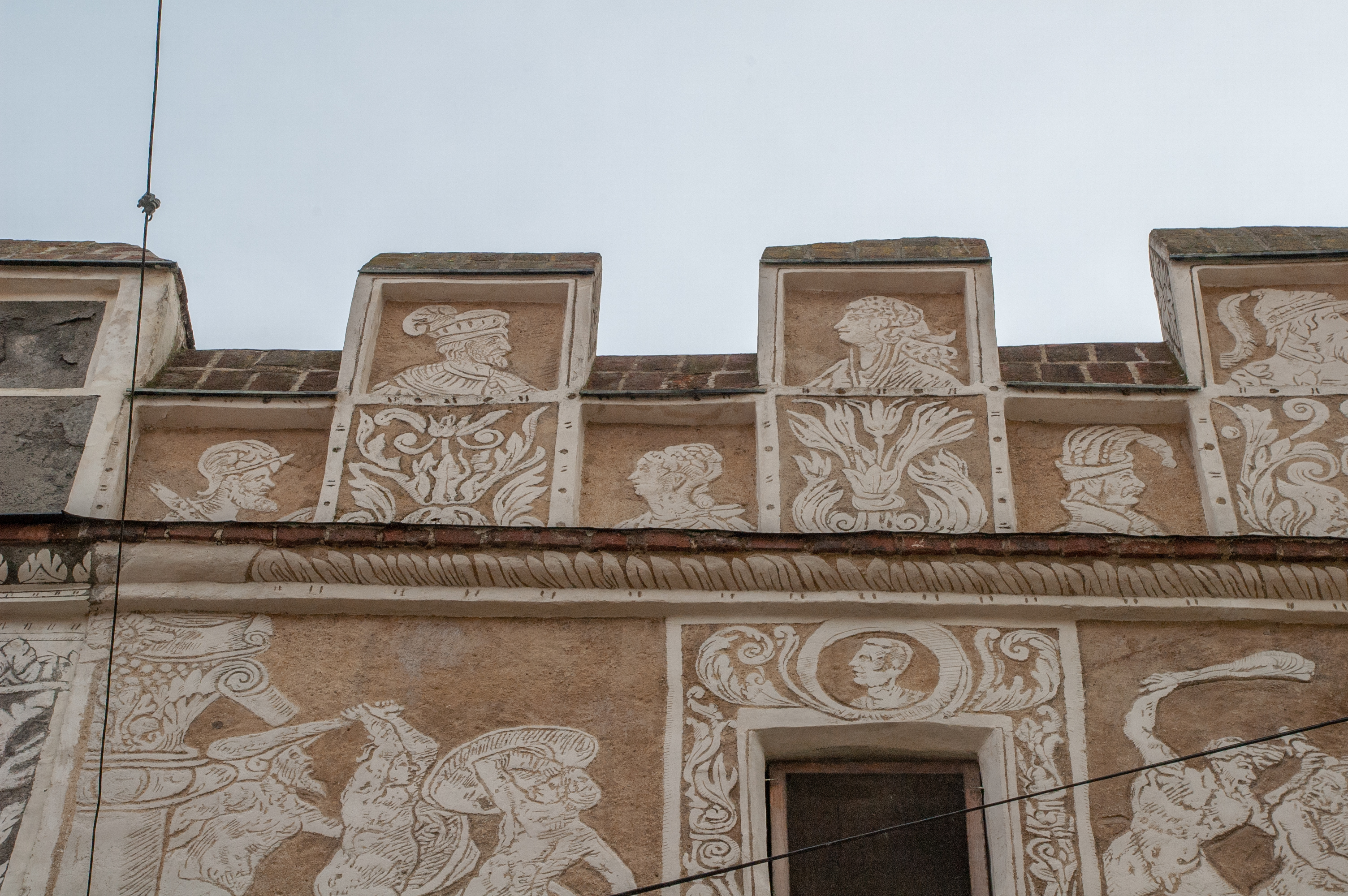
Heydlův dům, detail z portrétní galerie v cimbuří atiky

Detaily výzdoby v přízemí
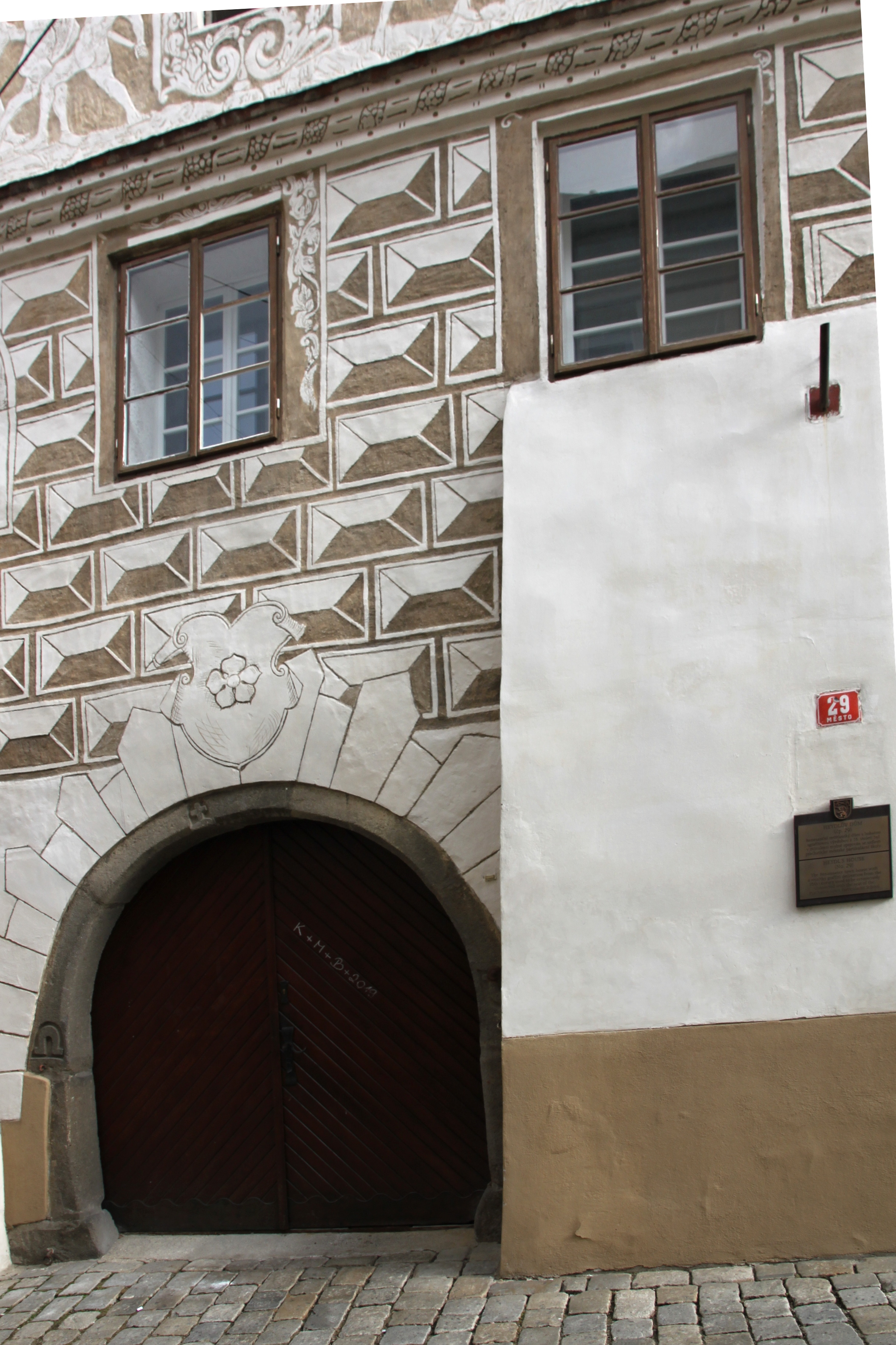
Heydlův dům, pohled na průčelí a portál, rožmberská růže a psaníčková sgrafita
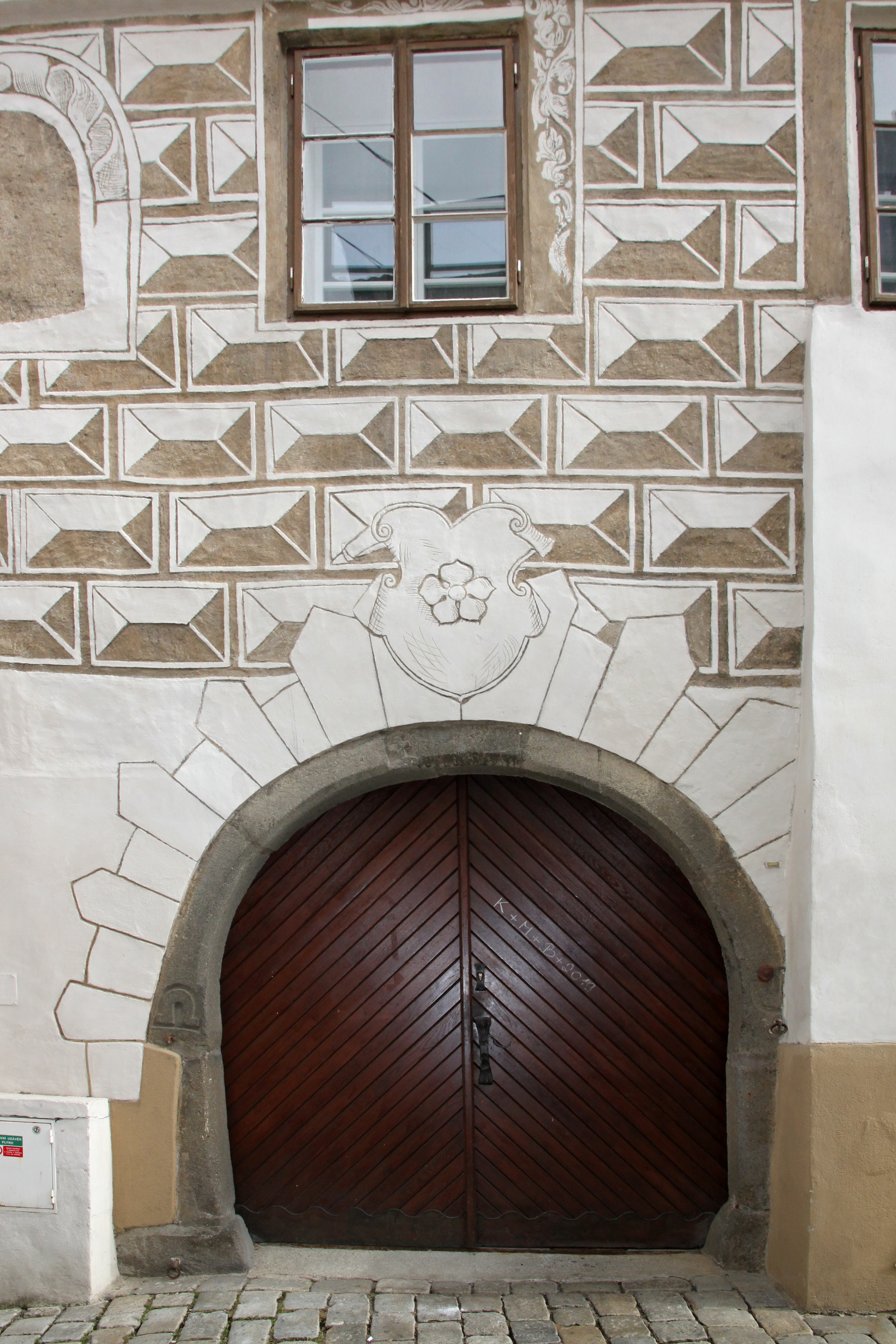
Heydlův dům, pohled na průčelí a portál, rožmberská růže
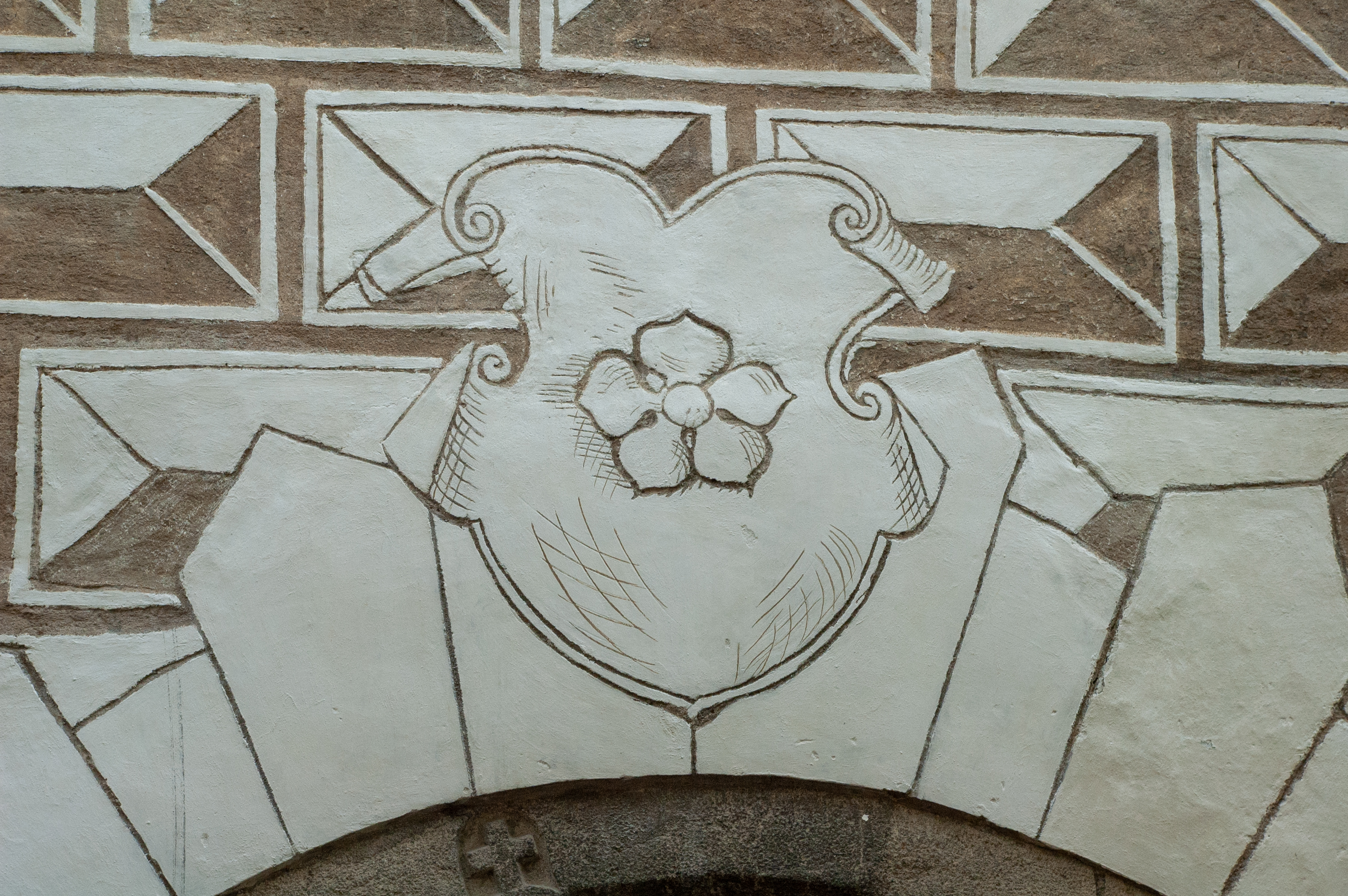
Heydlův dům, detail sgrafit a pětilisté růže nad portálem
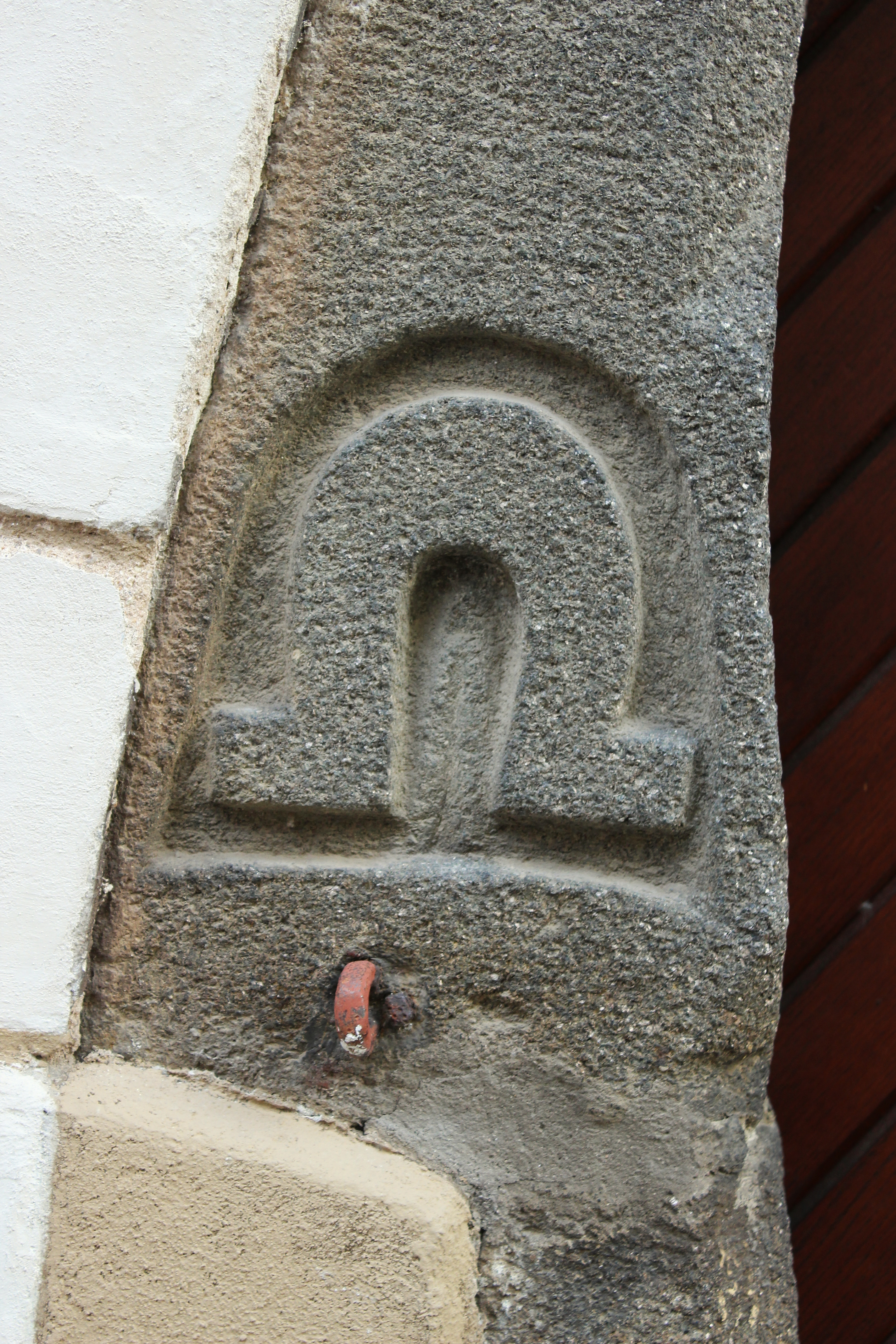
Heydlův dům, detail na ostění vstupního portálu, pravděpodobně historické dopravní značky
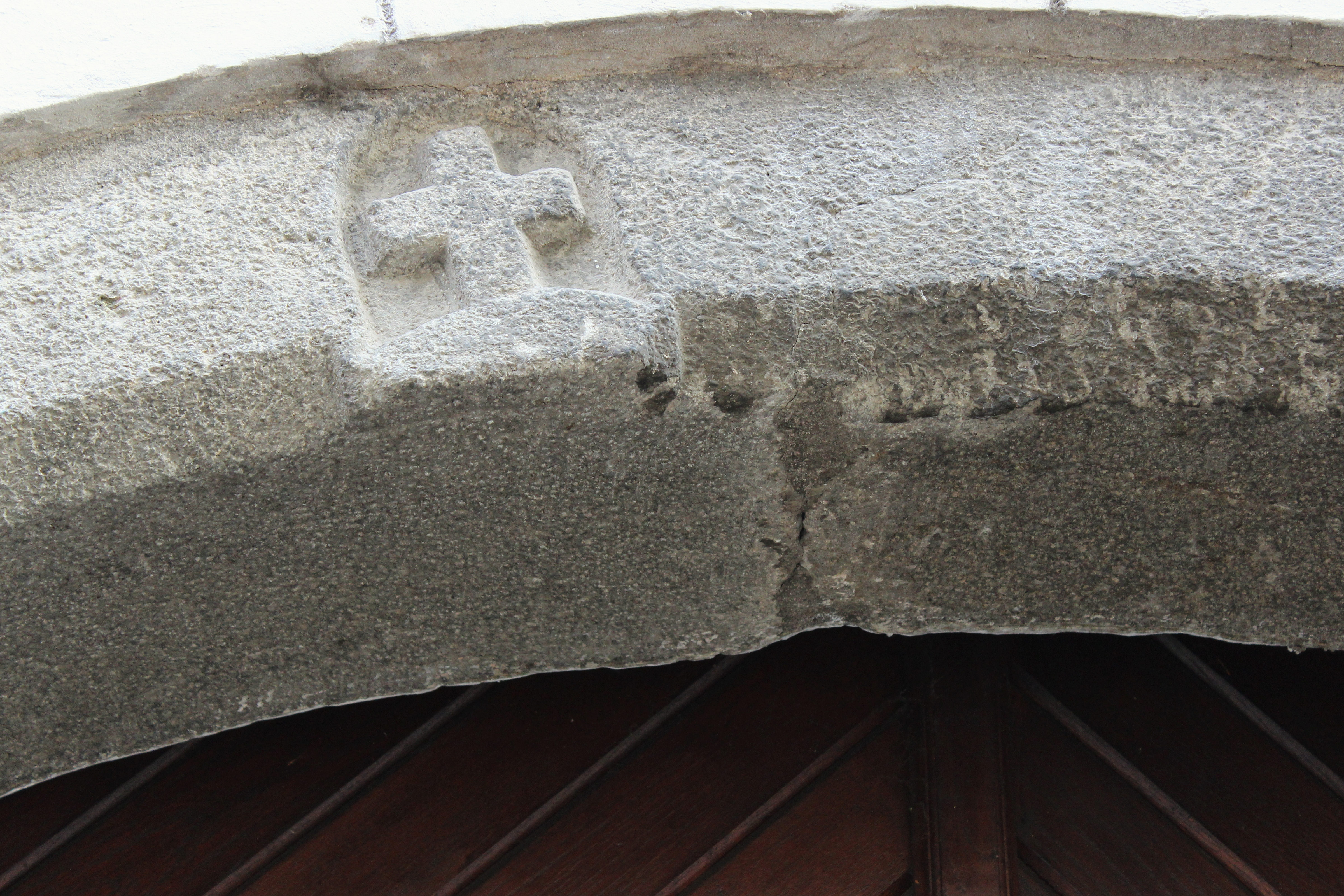
Heydlův dům, detail ostění vstupního portálu

Celkové pohledy na Heydlův dům
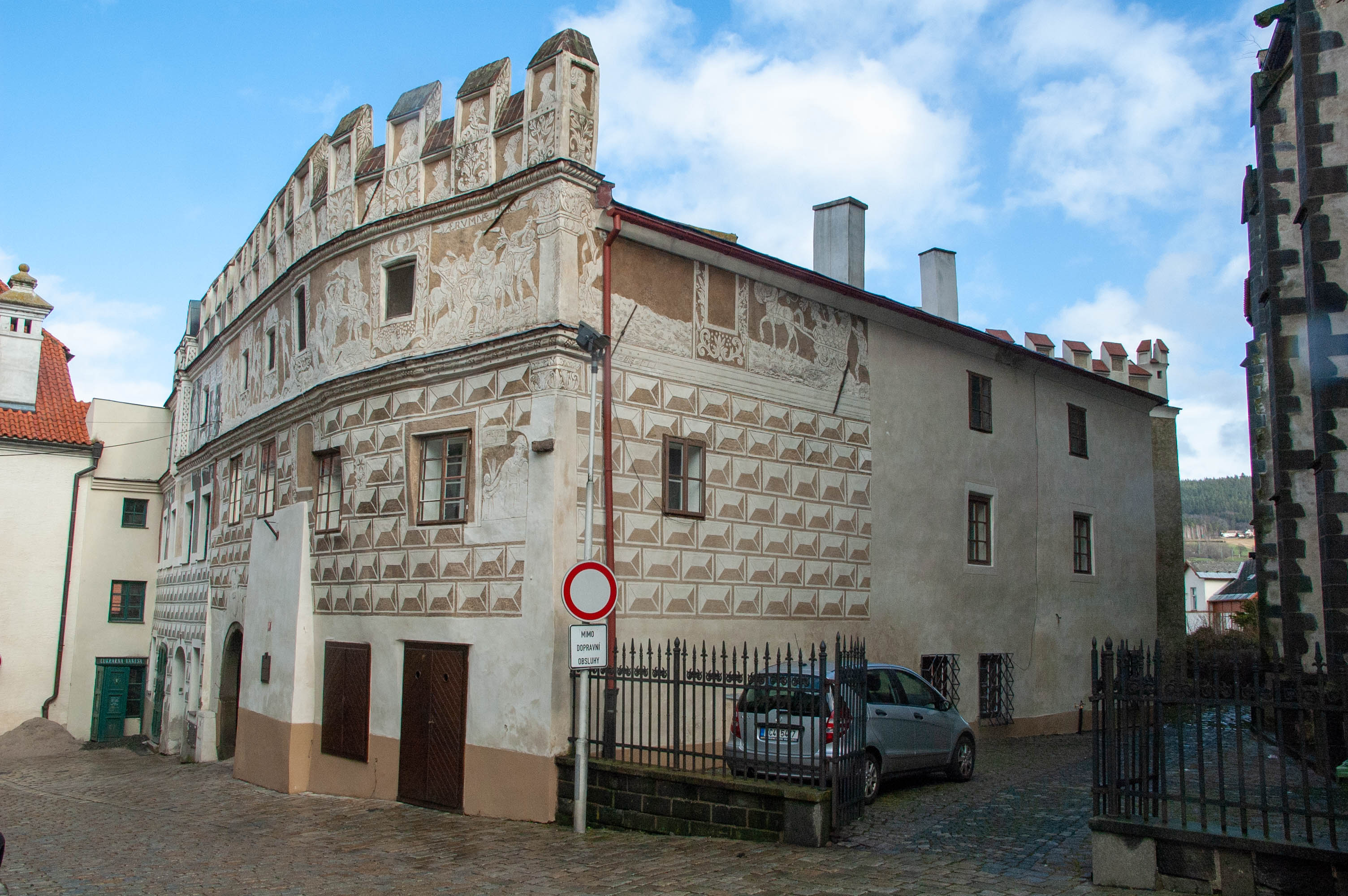
Heydlův dům, diagonální pohled na průčelí
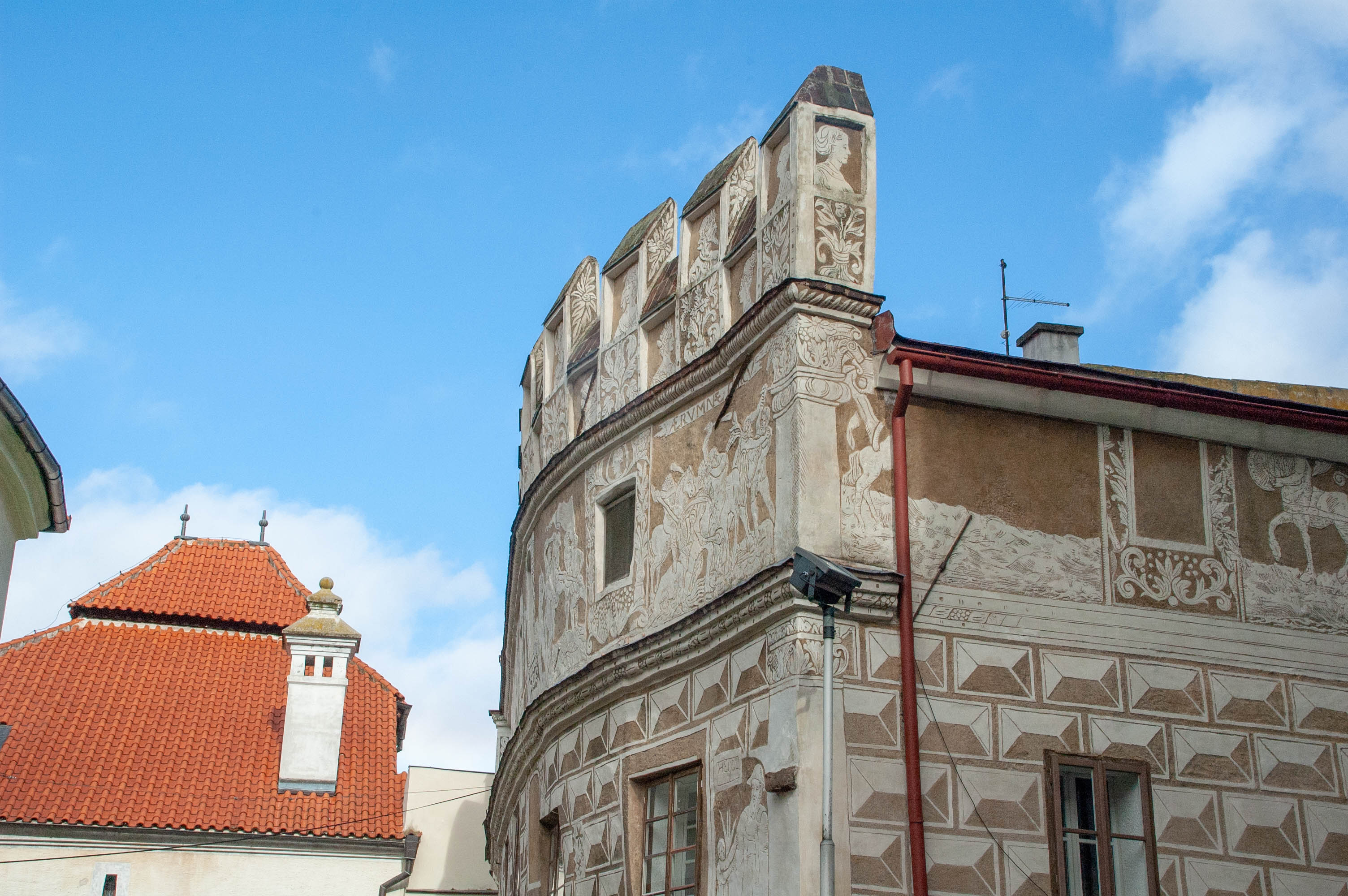
Heydlův dům, detail štítu, diagonální pohled na průčelí
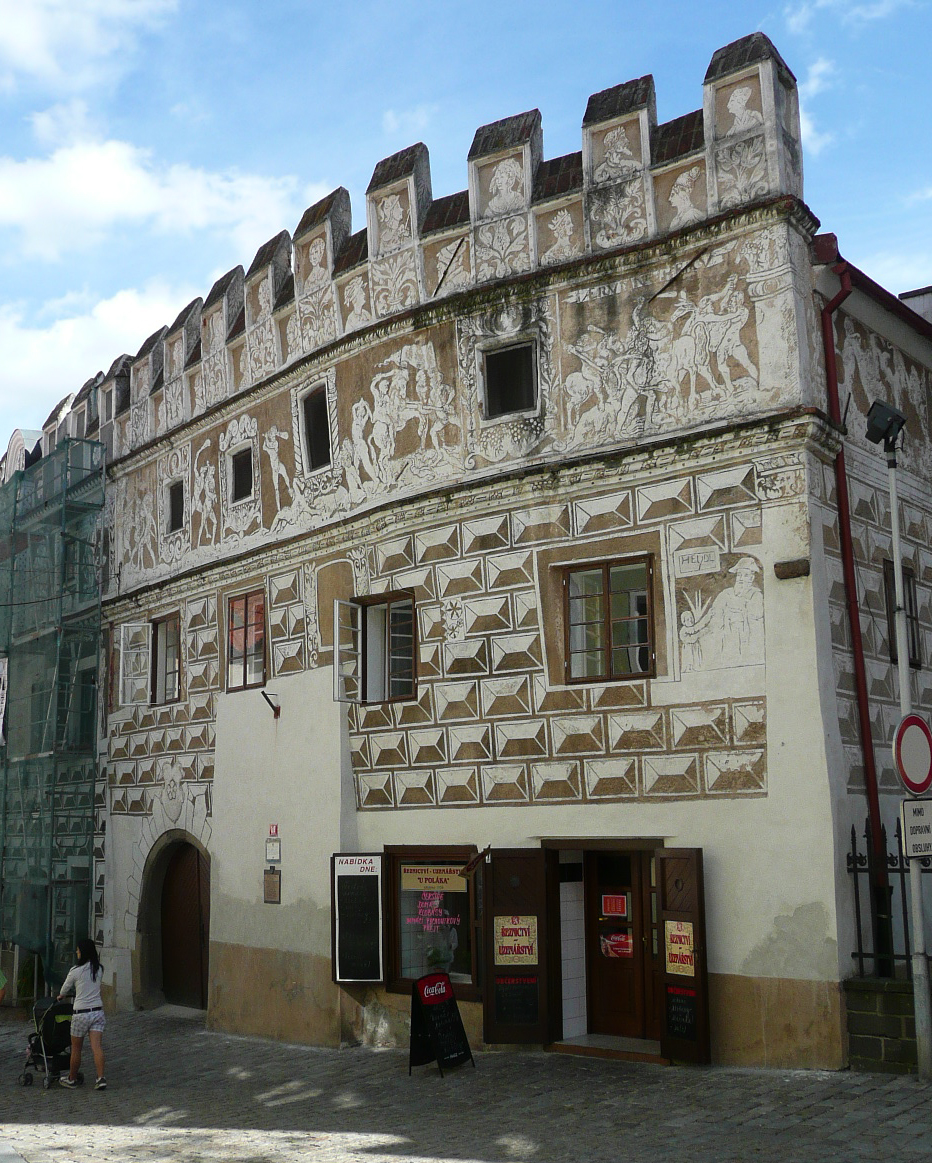
Heydlův dům, diagonální pohled na průčelí
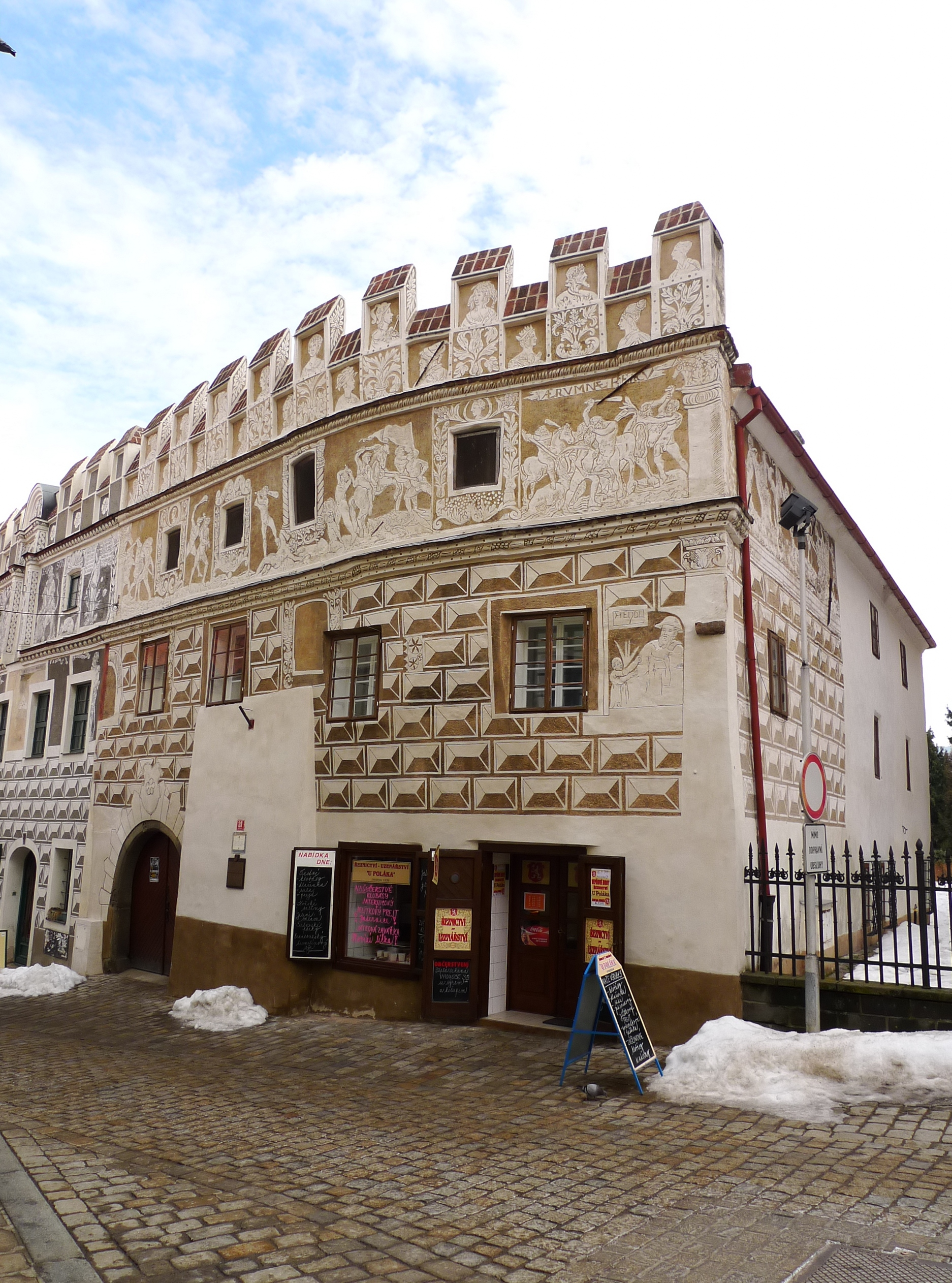
Heydlův dům, diagonální pohled na průčelí
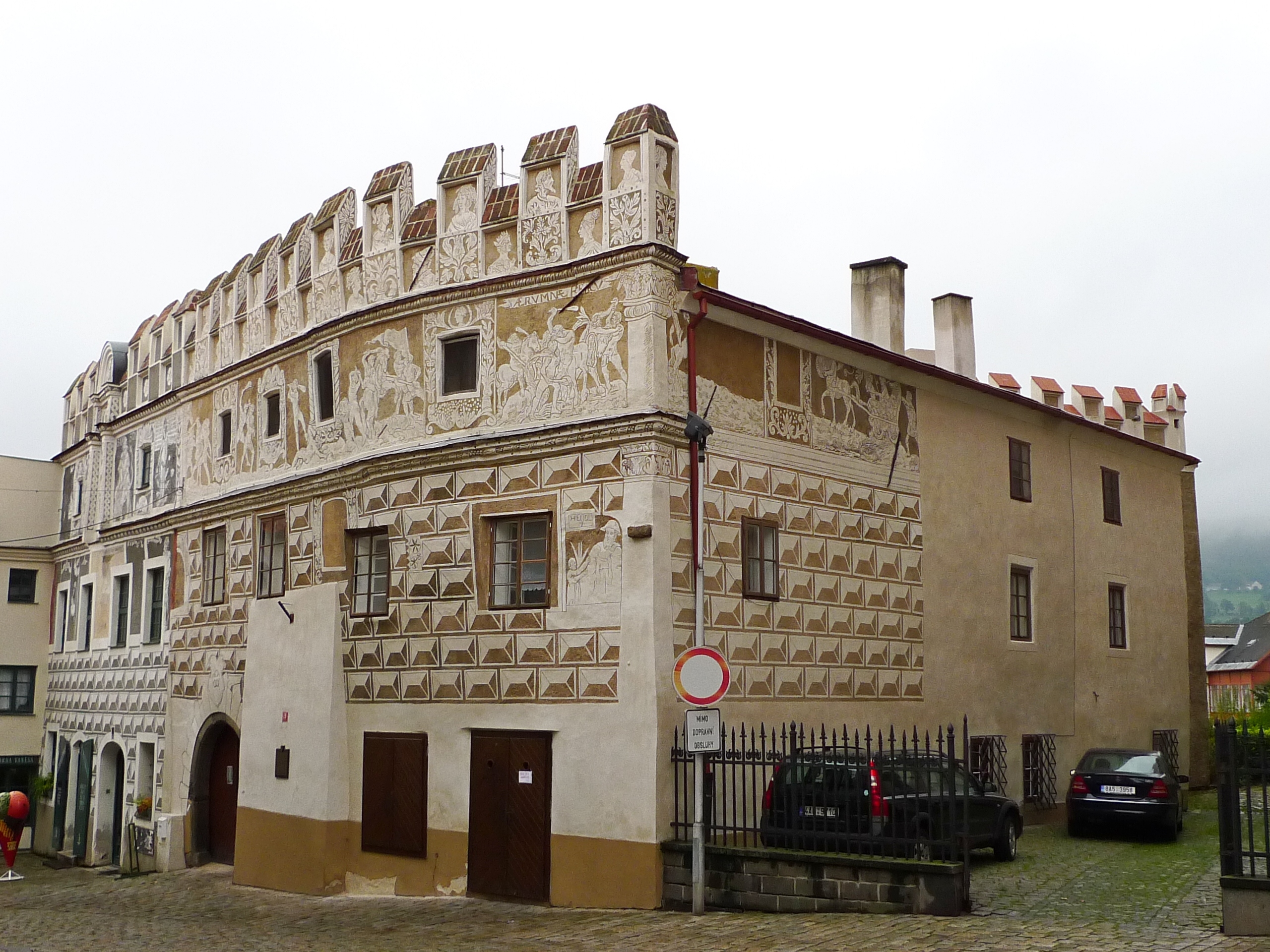
Heydlův dům, diagonální pohled na průčelí a křídlo do Kostelního náměstí
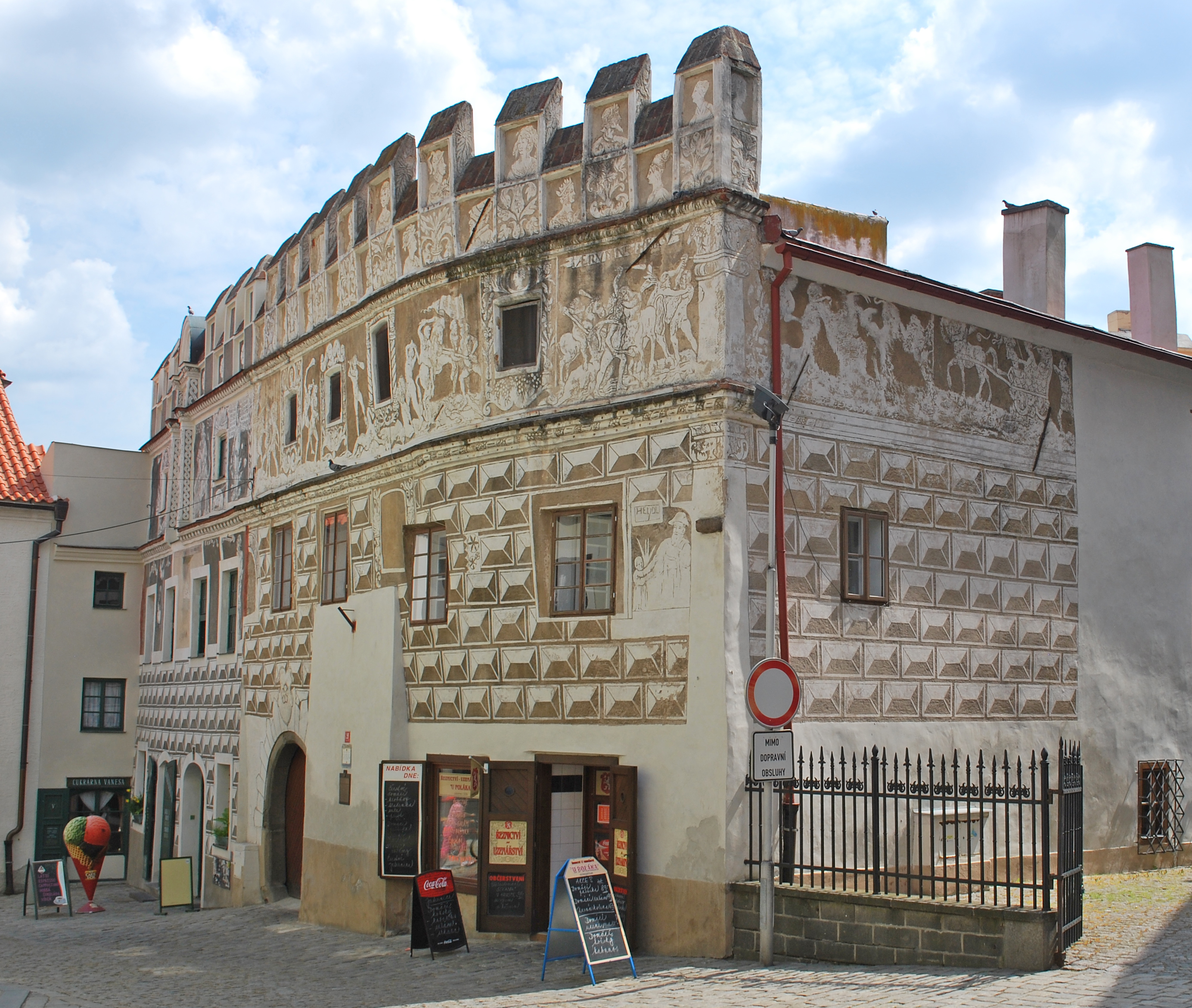
Heydlův dům, diagonální pohled na průčelí a křídlo do Kostelního náměstí